# Ragusa
Ragusa (, AFI: /raˈɡu.za/; Raùsa [ʐaˈu.sa] in siciliano, AFI: [ʐaˈu.sa]) è un comune italiano di 73 976 abitanti, capoluogo dell'omonimo libero consorzio comunale, in Sicilia.
È chiamata la "città dei ponti" per la presenza di tre strutture molto pittoresche e di valore storico. Nel 1693 un devastante terremoto causò la distruzione quasi totale dell'intera città, mietendo più di cinquemila vittime. La ricostruzione, avvenuta nel XVIII secolo, la divise in due grandi quartieri: da una parte Ragusa superiore, situata sull'altopiano, dall'altra Ragusa Ibla, sorta dalle rovine dell'antica città e ricostruita secondo l'antico impianto medioevale.
I capolavori architettonici costruiti dopo il terremoto, insieme a tutti quelli presenti nel Val di Noto, sono stati dichiarati nel 2002 patrimonio dell'umanità dall'UNESCO. Ragusa è uno dei luoghi più importanti per la presenza di testimonianze d'arte barocca, come le sue chiese e i suoi palazzi settecenteschi.

## Geografia fisica

### Territorio
La città, che si estende sulla parte meridionale dei monti Iblei, è il capoluogo di provincia più a sud d'Italia, è il terzo comune siciliano per superficie e l'undicesimo per altitudine e dista mediamente dal mare 20 km.
La cima più elevata è il monte Arcibessi (906 m s.l.m.), per questo è fra i comuni lambiti dal mare che presentano il più elevato dislivello. Il quartiere più antico della città, Ragusa Ibla, sorge su una collina. Ad est la città è circondata dal colle San Cono, ed in mezzo vi scorre il fiume Irminio, uno dei più importanti della Sicilia sud-orientale. A nord la città è delimitata dalla Cava del torrente San Leonardo e dal monte Patro. A sud si trova il monte Bollarito che è diviso da Ragusa tramite il torrente Fiumicello. Infine a ovest sorge Ragusa superiore sui colli Patro e Cucinello, la parte più recente della città invece sui colli Corrado, Pendente e Selvaggio, i primi due staccati dalle colline circostanti da due profonde gole, le tipiche "cave" del tavolato ibleo, la Cava Gonfalone e la Cava Santa Domenica.

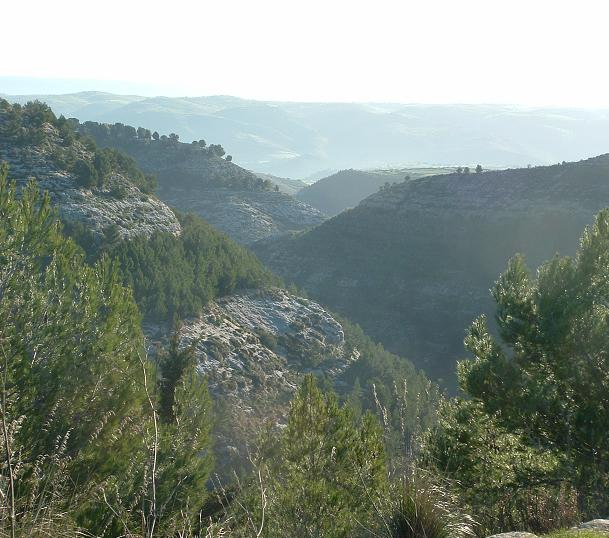
Monti Iblei, Cava Volpe

La città si sviluppa verso ovest fino a raggiungere l'altopiano (680 m s.l.m.). In passato l'intero territorio di Ragusa era ricoperto da una fitta vegetazione mediterranea composta principalmente da querce e allori. I disboscamenti perpetrati nei secoli, a partire da quelli massicci effettuati dai romani, al fine di destinare la terra alla coltura dei cereali e alla pastorizia, hanno contribuito in larga parte alla diminuzione delle risorse idriche, che comunque nell'intera provincia sono superiori rispetto a quelle di altre province siciliane. Il fiume Irminio, un tempo navigabile, come si evince da antichi documenti arabi, è sbarrato da una diga; ciò ha dato luogo a un lago artificiale: il lago Santa Rosalia, che si trova a metà strada tra Ragusa e Giarratana. Sul territorio ibleo la flora annovera oltre 1 500 taxa, per la maggior parte appartenenti all'elemento circum-mediterraneo.
Il territorio extracomunale, nella quasi totalità, insiste sugli ultimi lembi dei Monti Iblei che dolcemente scivolano verso il mar Mediterraneo, un altopiano caratterizzato da enormi distese coltivate, di un interrotto reticolo di muri a secco punteggiato da carrubi e olivi. I rilievi una volta degradati fino al livello del mare, lasciano il posto alla costa su cui il territorio comunale si affaccia per circa 15 km. La costa ragusana è costituita sia da ampi tratti sabbiosi che da tratti di roccia affiorante.

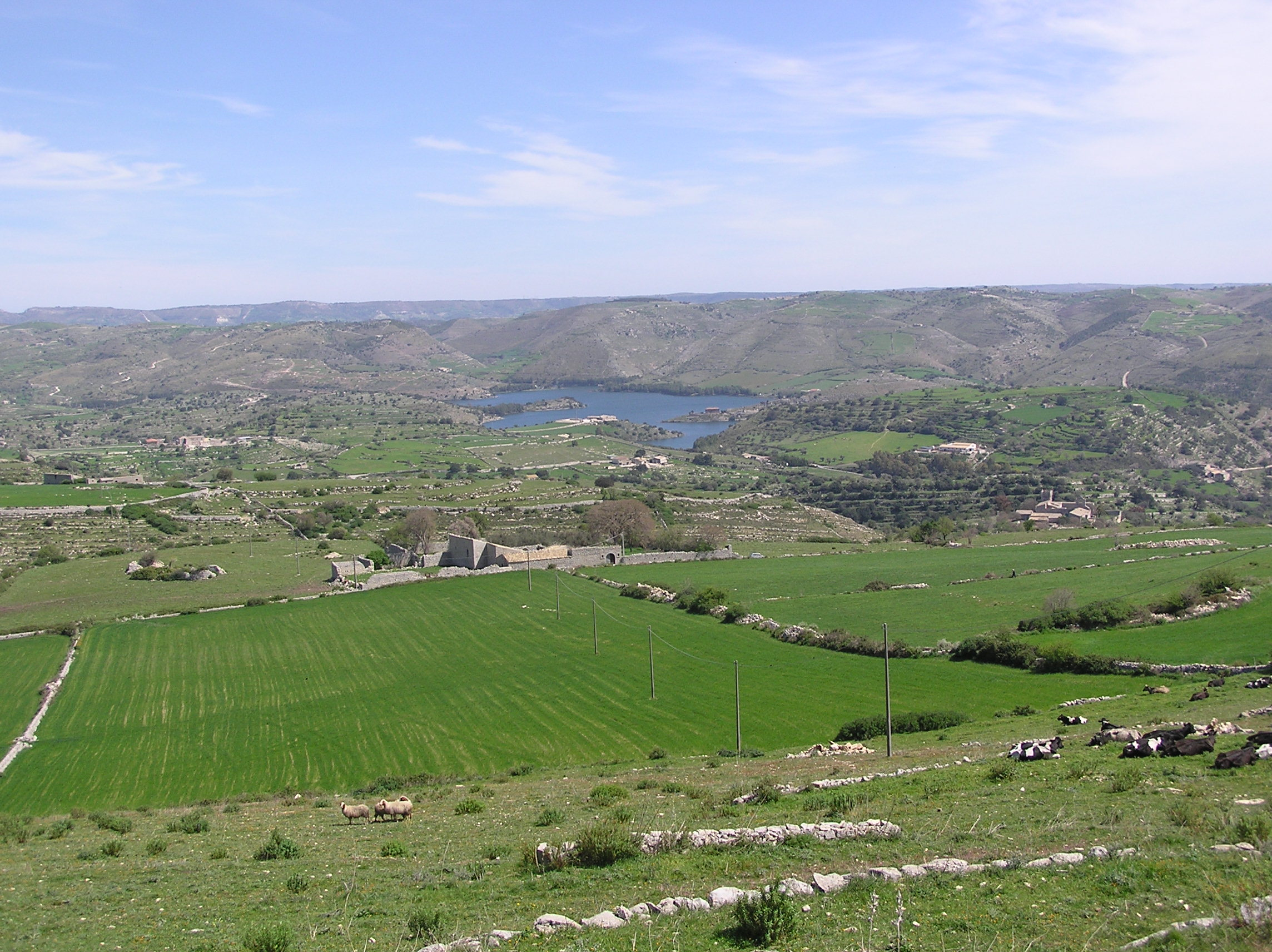
Paesaggio ibleo e il lago di Santa Rosalia

Negli ultimi due milioni di anni, terminata la regressione marina che nel miocene aveva lasciato emergere gli Iblei e tutto il fondale che va fino alle isole dell'arcipelago maltese, il movimento contrario, nel pliocene immerse le terre più basse e le vicende orogenetiche provocate dall'attività vulcanica sottomarina composero il tavolato ragusano. Il territorio è prevalentemente collinare, formato da grandi altopiani e vallate e lo scorrere dei fiumi ha eroso l'altopiano formando numerosi canyon profondi. Il plateau ibleo costituisce uno dei promontori della placca africana ed è costituito da una crosta di tipo continentale in massima parte da sedimenti carbonatici e carbonatico-marnosi di età cretaceo-quaternario in cui si intercalano vulcaniti basiche, inoltre è diffuso il carsismo. Nelle zone costiere, nei pressi del mare, si trova la pietra arenaria. Alcune aree dei Monti Iblei presentano anche rocce di origine vulcanica come nei pressi del Monte Lauro, facente parte di un complesso vulcanico sottomarino. Dalla pietra calcarea che abbonda nell'intero territorio, nascono i muri a secco, che delimitano le chiuse e che caratterizzano il paesaggio.
Il territorio comprende un bacino minerario asfaltifero molto vasto, che in origine si estendeva da contrada Tabuna, a Nord, presso la periferia di Ragusa e più a Sud presso le contrade Streppenosa e Castelluccio.
Per quanto riguarda il rischio sismico Ragusa è classificata nella zona 2 (sismicità medio-alta) dall'ordinanza PCM n. 3274 del 20/03/2003.

### Clima
Ragusa gode di un clima mediterraneo di tipo collinare: la sua altitudine infatti determina temperature medie più fredde rispetto a quelle della costa siciliana. Sono rari gli eventi nevosi nelle zone più basse della città come Ibla; si verificano con maggiore frequenza, invece, nelle zone più alte, situate sull'altopiano, le quali presentano un clima mediterraneo montano. L'inverno è molto piovoso: la piovosità è abbondante da ottobre a tutto marzo. Insieme a Messina, Ragusa è uno dei più piovosi capoluoghi di provincia, avendo una media annua di circa 700 mm annui. Maggiore è invece la quantità di pioggia che cade sulle zone elevate dei monti Iblei, dove si possono superare 1000 mm annui. Le precipitazioni maggiori si hanno, oltre che durante intense fasi temporalesche tipiche dell'autunno, nel corso delle levantate invernali più persistenti, che riescono ad apportare facilmente quantitativi anche intorno ai 200 mm in un giorno su tutti gli Iblei, con l'eccezione del bassopiano vittoriese che risulta sfavorito se soffiano venti orientali. Esiste un'oscillazione decennale compresa tra i 650 mm e 1481 mm complessivi.
Dal punto di vista legislativo, il comune di Ragusa ricade nella Fascia Climatica C e D, tuttavia la frazione di Marina di Ragusa è classificata nella fascia climatica A.
| Ragusa              | Mesi | Mesi | Mesi | Mesi | Mesi | Mesi | Mesi | Mesi | Mesi | Mesi | Mesi | Mesi  | Stagioni | Stagioni | Stagioni | Stagioni | Anno  |
| Ragusa              | Gen  | Feb  | Mar  | Apr  | Mag  | Giu  | Lug  | Ago  | Set  | Ott  | Nov  | Dic   | Inv      | Pri      | Est      | Aut      | Anno  |
| ------------------- | ---- | ---- | ---- | ---- | ---- | ---- | ---- | ---- | ---- | ---- | ---- | ----- | -------- | -------- | -------- | -------- | ----- |
| T. max. media (°C)  | 9,1  | 7,7  | 13,4 | 15,0 | 22,6 | 25,4 | 29,6 | 27,3 | 24,7 | 20,0 | 15,6 | 11,2  | 9,3      | 17,0     | 27,4     | 20,1     | 18,5  |
| T. media (°C)       | 6,2  | 4,8  | 9,6  | 11,2 | 17,7 | 21,1 | 24,6 | 22,6 | 20,6 | 16,9 | 12,4 | 8,2   | 6,4      | 12,8     | 22,8     | 16,6     | 14,7  |
| T. min. media (°C)  | 3,4  | 2,0  | 5,7  | 7,5  | 12,9 | 16,8 | 19,7 | 17,8 | 16,6 | 13,8 | 9,2  | 5,3   | 3,6      | 8,7      | 18,1     | 13,2     | 10,9  |
| Precipitazioni (mm) | 96,6 | 71,1 | 53,8 | 48,3 | 21,2 | 9,7  | 10,2 | 20,1 | 46,5 | 77,1 | 78,2 | 113,2 | 280,9    | 123,3    | 40,0     | 201,8    | 646,0 |

Temperature estreme del XXI secolo:
Minima: −1,8 °C (2008)
Massima: 40,9 °C (2003)

## Origini del nome
L'origine del nome Ragusa risale all'epoca bizantina, in greco Ρογος, Ragous, Rogos ovvero granaio, dovuto alla ricchezza agricola della zona. 
Durante il dominio arabo, il nome divenne Ragus o Rakkusa che in arabo significa "luogo famoso per un sorprendente avvenimento", probabilmente una battaglia. Infine in epoca normanna e aragonese venne latinizzato in Ragusia, per poi diventare alla fine del XVIII secolo Ragusa. Secondo Filippo Garofalo l'etimologia di Ragusa verrebbe invece dalla trasformazione del greco Heraea in Heresium per poi passare a Reusium, Reusia, Rakkusa sotto gli arabi, Ragusia e al definitivo Ragusa. 
Heraea a sua volta verrebbe da una presunta identificazione dell'abitato con l'antica colonia greca di Hybla Heraia, la cui effettiva ubicazione non è mai stata accertata. Tuttavia, a partire dal XVII secolo si è cercato di localizzarla proprio in Ragusa, basandosi sulla Tabula Peutingeriana. La tradizione secentesca, mai confermata, ha dato successivamente nome al quartiere antico della città che viene chiamato Ibla o Ragusa Ibla.
Secondo altri il toponimo altro non è che l'evoluzione di un vocabolo dalla chiara matrice greco-bizantina (Ραύσιον).
Quale che sia la sua origine topononimica, in lingua siciliana ancora oggi la città è chiamata “Raùsa” e i suoi cittadini “rausàni”.

## Storia
(Idrisi, Libro di Ruggero)

### Storia antica
Le origini di Ragusa risalgono all'età del bronzo antico, esattamente alla cultura di Castelluccio; i primi insediamenti sono datati al XX secolo a.C.. la città ha da sempre ricoperto un ruolo fondamentale nella storia dell'isola. Se l'antica Hybla Heraia - la cui ubicazione è attualmente sconosciuta - fosse corrisposta al territorio di Ragusa, ad essa dunque si potrebbe legare la leggenda che narra del re siculo Hyblon, fondatore di un primo nucleo abitativo, dopo aver scacciato gli antichi sicani, meno progrediti rispetto ai siculi. Essa sarebbe stata più volte assediata dai greci, ma inutilmente. Nel 491 a.C. - si suppone presso Hybla Heraia - Ippocrate di Gela morì in battaglia contro i siculi iblei. Nel 450 a.C. Falaride, tiranno d'Agrigento, minacciò più volte col suo esercito l'indipendenza e la libertà del popolo di Ibla. Ma il tiranno venne respinto tenacemente e facilmente, anche grazie all'aiuto di Kamarina - fondata dai siracusani su territorio ibleo - e di Siculi, che intervennero con i loro eserciti a combattere gli agrigentini.
A Hybla (non a Ragusa), per il suo miele, il poeta romano Silio Italico attribuì l'appellativo di "Audax" (audace) poiché lo paragonava a quello del monte Imetto in Attica.
Gli abitanti del sito costiero di Kamarina, distante venti km da quello montuoso di Ragusa, dopo la distruzione della loro città cercarono riparo nelle cittadine e nei borghi vicini; Comiso ne ebbe maggiore incremento.
In seguito, sotto i Romani, Ibla sarebbe diventata una città decumana (ma non vi è accordo su questo punto) insieme a Modica; obbligate cioè a pagare la decima parte dei raccolti, ciò fa pensare ad un trattamento di favore, probabilmente dovuto al fatto che le città si arresero senza combattere.

### Storia medioevale

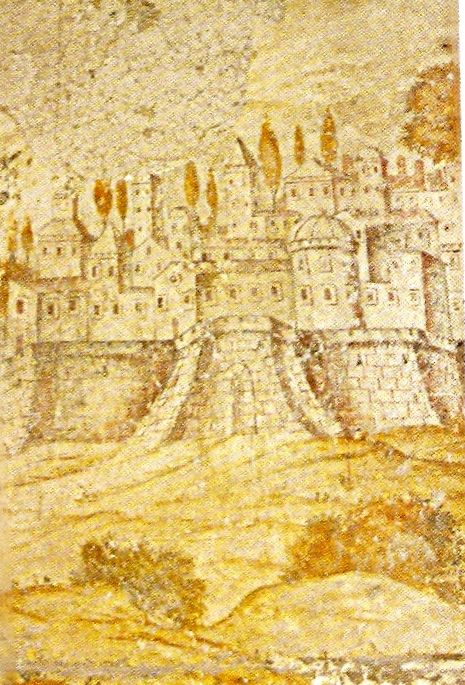
Ragusa in epoca medievale

I bizantini costruirono un ampio muro di cinta a Ibla intorno al 700 d.C., inoltre Basilio e Nicola furono nominati patroni della città. Già agli inizi del IX secolo gli arabi avevano conquistato la maggior parte dell'isola, nell'844 d.C. l'alleata Modica viene conquistata. Gli arabi provarono più volte ad espugnare la città ma la conquistarono solo nell'848 dopo varie ed estenuanti guerre contro le popolazioni iblee; nell'866 d.C. la popolazione iblea espulse gli arabi da tutto il territorio a causa di una violenta ribellione, solo nell'878 venne nuovamente riconquistata. Nel 1090, un'imponente rivolta popolare supportata da spie normanne scacciò definitivamente gli arabi da tutto il ragusano, innescando una tremenda caccia all'invasore. Dal periodo normanno, tranne per qualche breve interruzione, la città fu per più di cinquecento anni amministrata autonomamente da vari conti, anche all'interno di altre dominazioni come quelle angioine e aragonesi, grazie agli antichi privilegi che nel 1091 il Gran Conte Ruggero concesse al proprio figlio Goffredo, primo conte di Ragusa, che poté amministrarla con un'ampia autonomia. Durante il periodo svevo la città fu incorporata nel demanio, tuttavia alcuni privilegi furono ristabiliti grazie al re Federico II. Gli angioini, invece, amministrarono la Sicilia e Ragusa in modo pessimo e furono cacciati grazie ai famosi vespri Siciliani, in particolare Giovanni Prefoglio capeggiò la rivolta ragusana che sterminò il presidio francese. In seguito a ciò, sotto gli aragonesi, Ragusa riacquistò l'antica autonomia normanna e fu concessa in Signoria a Pietro Prefoglio, figlio di Giovanni e padre di Marchisia Prefoglio, che la erditò. La contea di Ragusa si fuse con la contea di Modica nel 1296 quando Isabella, figlia di Federico Mosca, andò in sposa a Manfredi I Chiaramonte, figlio primogenito di Marchisia Prefoglio e di Federico Chiaramonte, conte di Sutera. Nel 1366, con Manfredi III Chiaramonte, la contea raggiunse il massimo splendore con l'acquisizione delle terre di Terranova e di tutto l'arcipelago maltese.
La Contea di Modica godeva di un'amministrazione autonoma del tutto separata dal governo di Palermo; nessun re aveva diritto a governarla, ma solo il conte. Divenne dunque fra gli stati feudali italiani più importanti. Ma fu soprattutto sotto il potente conte Bernardo Cabrera che l'infeudazione ebbe il massimo prestigio.

### Storia moderna
Paolo Balsamo esperto viaggiatore nel 1808 visitò la contea.
(Paolo Balsamo, Giornale di viaggio fatto in Sicilia e particolarmente nella contea di Modica)
(Vito Amico, Lexicon Siculum, 1757)
L'11 gennaio 1693 un terremoto devastante distrusse l'antica città e causò circa cinquemila morti su una popolazione di tredicimila abitanti. Questo determinò la ricostruzione dell'intera città dando origine allo splendido barocco che caratterizza il Val di Noto. Del vecchio borgo medievale rimase solo la conformazione urbanistica, fatta di strade strette, scale e vicoli, una parte delle mura bizantine presso la Chiesa del Santissimo Trovato, il portale in stile gotico del vecchio duomo di San Giorgio, ubicato attualmente vicino ai Giardini Iblei, Porta Walter, di recente costruzione, e i resti del castello federiciano, poi completamente asportati nel primo decennio del Novecento per far posto alla costruzione del Distretto Militare, attivo durante la prima guerra mondiale, che attualmente ospita i locali della succursale facoltà di Agraria dell'Università di Catania.
Nel 1848 insieme alle città di Modica e di Scicli si ribellò al governo borbonico, al fine di ottenere la libertà e l'indipendenza dell'Isola. Nel 1860 furono inviati immediatamente dei volontari armati in aiuto di Garibaldi che era appena sbarcato a Marsala e dunque entrò a far parte del Regno d'Italia sotto la guida del senatore Corrado Arezzo de Spuches di Donnafugata. Nel 1889 nasce la Banca Popolare Cooperativa di Ragusa, primo embrione dell'attuale Banca Agricola Popolare di Ragusa; la banca nacque grazie alle ingenti ricchezze e alla florida agricoltura che appartenevano all'ormai ex contea e divenne subito un polo importante di riferimento per tutta l'economia iblea.
Tra gli ultimi trenta anni dell'800 e i primi venti del '900 si stabilirono alla periferia Sud della città almeno quattro grosse aziende straniere (inglesi e francesi) interessate tutte all'estrazione della roccia asfaltica che impiegarono migliaia e migliaia di lavoratori (picconieri, minatori, ragazzini che in altre miniere siciliane si chiamavano "carusi", carrettieri e sorveglianti) per estrarre da cave e miniere centinaia di migliaia di tonnellate della roccia scura, parte della quale veniva frantumata per essere trasportata a Mazzarelli - in carretto - ed essere imbarcata prima sui barconi e poi sui piroscafi e destinata alla Gran Bretagna, Francia, Germania e al resto d'Europa.
Agli inizi del XX secolo anche nel ragusano si diffusero le idee socialiste in modo particolarmente forte rispetto alla regione, da molti storici fascisti Ragusa fu descritta come "un feudo dei rossi, non dissimile da quello di Bologna". A causa di una forte dialettica politica, a Ragusa si impose il fascismo, provocando una risposta violenta analoga a quella padana. Il 29 gennaio 1921 un gruppo di fascisti distrusse il circolo socialista di Vittoria, uccidendo un uomo e ferendone dieci e due mesi dopo a Ragusa furono uccise quattro persone e sessanta rimasero ferite. Promotore dell'ideologia fascista nel ragusano fu in particolare Totò Giurato, nonno del conduttore televisivo Luca Giurato. Costui, all'indomani del primo conflitto mondiale, si arruolò negli Arditi d'Italia e seguì D'Annunzio nell'impresa fiumana, tornando nella città iblea imbevuto del mito della vittoria mutilata. La città fu la prima siciliana ad avere dato vita a questo movimento politico, a tal punto che nella Torre littoria edificata per volere dello stesso Mussolini fu incisa la seguente frase: "Fascismo ibleo Tu primo a sorgere nella generosa terra di Sicilia". In seguito, nel 1927 grazie a Filippo Pennavaria, noto esponente fascista, Ragusa divenne capoluogo dell'omonima provincia, e contemporaneamente aggregò il limitrofo comune di Ragusa Ibla, che era stato creato nel 1866, dopo che per secoli (a partire dalla ricostruzione dopo il terremoto del 1693) vi erano stati contrasti tra Ragusa Ibla (o Ragusa Inferiore) e la più recente Ragusa Superiore.
Durante la seconda guerra mondiale la città fu scossa improvvisamente dai bombardamenti, a partire dal 1942 e per tutto il 1943, a causa della presenza dell'aeroporto militare di Comiso; dalla sua pista partivano i cacciabombardieri dell'Asse. Nel 1943 la costa iblea fu poi teatro dello Sbarco in Sicilia da parte degli Alleati, ritornando comunque rapidamente alla normalità alla fine della guerra. In occasione dello sbarco alleato, ebbe luogo uno scontro a fuoco in contrada Camemi tra le truppe italiane e alcuni elementi della 101ª Divisione aviotrasportata. La battaglia si risolse in favore di questi ultimi, con l'uccisione di tutti i soldati italiani.
Il 4 gennaio 1945, la giovane Maria Occhipinti diede origine ad una rivolta popolare; infatti la donna, incinta di cinque mesi, si stese a terra davanti ad un camion militare, ed in tutta la città scoppiò una violenta sommossa, soprattutto nelle zone più popolari e in particolare nel quartiere soprannominato Russia. La calma fu ristabilita rapidamente non senza feriti, e molti ragusani vennero incarcerati o costretti a essere espulsi dalla città. Il 6 maggio 1950 con regolare bolla pontificia, Ragusa è stata eretta alla dignità di diocesi, grazie al sagace e costante impegno di monsignor Carmelo Canzonieri, allora parroco di San Giovanni Battista divenuto in seguito vescovo ausiliare di Messina prima e di Caltagirone poi, ricavandone il territorio dall'arcidiocesi di Siracusa e dalla diocesi di Noto.
Oggi Ragusa si presenta come una città dinamica e benestante: è sede di numerose aziende ed enti ed è inoltre il più importante polo finanziario del meridione per la presenza della BAPR, che è la quarta banca popolare italiana. Dagli anni novanta l'economia ragusana si sta sviluppando verso il settore industriale, che è tuttora in rapida crescita in controtendenza rispetto alla situazione italiana; la scarsa presenza di infrastrutture ha limitato la grande potenzialità di questo territorio che comunque rimane l'area export più importante della Sicilia; inoltre, la città dal 1993 è sede universitaria.

### Stemma

Stemma di Ragusa

## Simboli

### Gonfalone
Lo stemma ebbe concessione ufficiale con regio decreto del 10 agosto 1928 e lettere patenti del 13 dicembre 1928; l'attuale blasonatura è la seguente:
Durante il fascismo, l'aquila reggeva nel suo artiglio destro un fascio littorio.
Ragusa si fregia di due gonfaloni. Quello che segue la blasonatura ufficiale, è un:
Invece, quello frequentemente utilizzato dalla Città è un drappo di verde scuro, caricato dello stemma cittadino, blasonato però in uno scudo aulico.

## Monumenti e luoghi d'interesse
(Gesualdo Bufalino)
Nel 2002 il centro storico di Ragusa per la sua architettura barocca è stato dichiarato dall'UNESCO Patrimonio dell'umanità, assieme ad altri sette comuni del Val di Noto.
La ricostruzione della città dopo il terremoto del 1693 ha avuto protagonisti famosi quali Vaccarini, Palma, Giovanni Vermexio, Sebastiano Ittar, Vincenzo Sinatra e soprattutto il celebre Rosario Gagliardi. Questi, con l'aiuto di uno stuolo di scultori locali e capomastri, ha contribuito a creare un fenomeno unico e particolare: il Barocco del Val di Noto. Esso è adornato dalla pietra locale, di volute, di vuoti e di pieni, di colonne e capitelli, di statue e di composizioni architettoniche, di cui probabilmente il Duomo di San Giorgio è la massima espressione. Già dalla fine del Cinquecento a Ragusa circolavano libri importanti quali I sette libri di architettura di Sebastiano Serlio, i Quattro libri dell'architettura di Andrea Palladio, le opere di Domenico Fontana ed altri testi di celebri architetti.
In generale il barocco ragusano è una rielaborazione di opere o disegni, spunto in cui si inserisce il gusto raffinato ed eclettico dell'artista, infatti molti mastri-scultori costituirono la base sulla quale la fantasia, l'estro e l'abilità di questi, riprodusse e personalizzò modelli e schemi, ricavando con la pietra locale, calda e dorata, effetti riferibili solo al barocco ibleo. La maggior parte del patrimonio artistico, con la sola eccezione della cattedrale di San Giovanni Battista e di qualche palazzo settecentesco, si trova nel quartiere antico di Ibla. Il solo quartiere di Ragusa Ibla contiene oltre cinquanta chiese, la maggior parte delle quali sono in stile tardo barocco. Anche i palazzi storici sono numerosi.
Di tutte le strutture edificate fra la tarda antichità e la fine del Seicento esistono solo frammenti: un breve tratto della cerchia di mura, nelle vicinanze della chiesa del S.S. Trovato, il portale di epoca sveva e la torre campanaria nella chiesa di San Francesco all'Immacolata, il portale dell'antica chiesa di San Giorgio, unico avanzo dell'antico tempio; la porta Walter, una delle porte che si aprivano nella cinta muraria di epoca bizantina; un piccolo portale gotico murato all'esterno della chiesa di Sant'Antonino; le cappelle annesse a una delle navate della chiesa di Santa Maria delle Scale; le sculture all'interno della sagrestia del Duomo di San Giorgio, datate 1570 attribuite ad Antonio Gagini, figlio del grande Antonello Gagini, morto nel 1536; alcuni frammenti della lapide del conte Bernardo Cabrera. 

Piazza Libertà negli anni cinquanta

Innumerevoli furono le opere portate al termine negli anni trenta in brevissimo tempo, a coordinare i progetti fu chiamato l'architetto Ugo Tarchi della reale accademia di Brera, che in particolare curò lo studio urbanistico e la costruzione di piazza Impero, con il maestoso Palazzo del Fascio caratterizzato dall'alta torre centrale, su progetto dell'architetto Ernesto Lapadula. Sulla medesima piazza si avviò anche la costruzione del Palazzo del consiglio provinciale delle corporazioni, oggi sede della Camera di Commercio, su progetto dell'architetto Fichera. Al lato della Cattedrale si trova il Monumento ai Caduti, opera in bronzo dello scultore Sindoni, su basamento rivestito di marmo, inaugurato il 12 maggio del 1924 in occasione della prima visita a Ragusa di Benito Mussolini.

### Architetture religiose

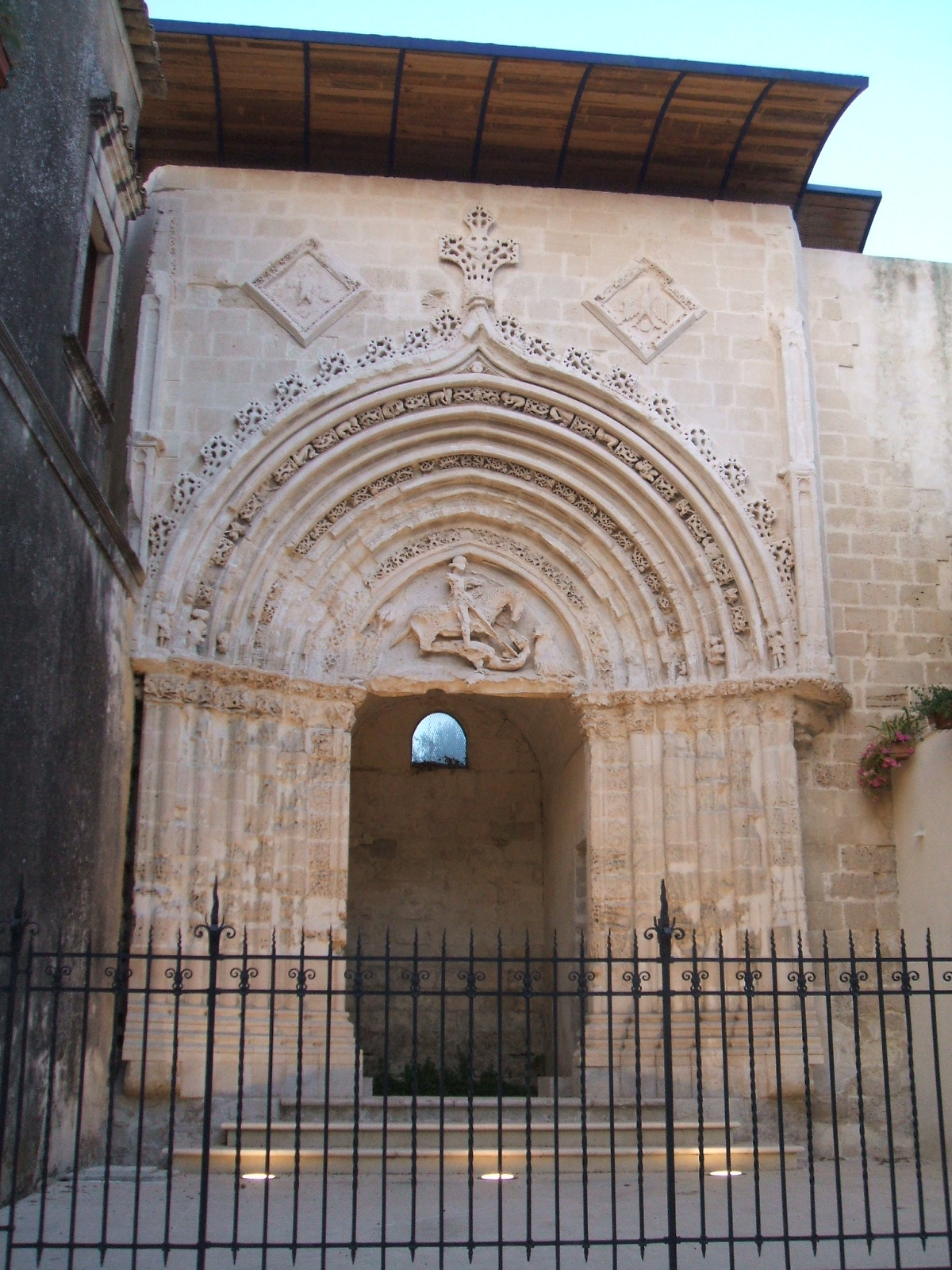
Portale di San Giorgio

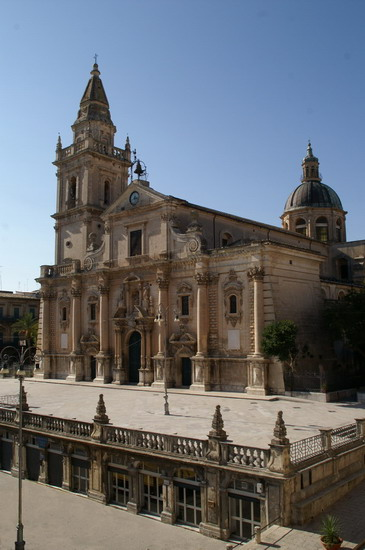
Cattedrale di San Giovanni Battista

- Portale di San Giorgio, monumento simbolo della città.
- Cattedrale di San Giovanni Battista; è fra le più grandi chiese della Sicilia[25], prima del terremoto sorgeva nella parte ovest della città, sotto le mura del castello. I capomastri Giuseppe Recupero e Giovanni Arcidiacono progettarono la riedificazione in stile barocco. Possiede una maestosa facciata, ricca di intagli e sculture, è divisa in cinque partiti da grandi colonne, sul lato sinistro svetta il campanile che si innalza per oltre 50 metri. L'interno è a croce latina, con presbiterio absidato, è diviso da tre ampie navate e quattordici colonne in pietra pece ragusana come anche il pavimento, costituita anche da intarsi in calcare bianco, mentre nel 1858 fu costruito il grande organo Serassi con l'ampia cantoria in legno scolpito e dorato. Dal 1950 la chiesa è sede della cattedra del vescovo e madre di tutte le chiese della diocesi. All'incrocio del transetto con la navata centrale, nel 1783, venne innalzata la cupola che, nei primi anni del secolo XX, fu rivestita con una copertura di lastre di rame, per eliminare le nocive infiltrazioni d'acqua piovana che ne stavano compromettendo la struttura. Nella prima metà del XIX secolo gli altari delle navate laterali originariamente in pietra calcarea riccamente scolpita e dorata, opera degli intagliatori ragusani della famiglia Cultraro, sono demoliti e trasformati in piccole cappelle, in cui vennero posti dei sobri altari in marmi policromi.

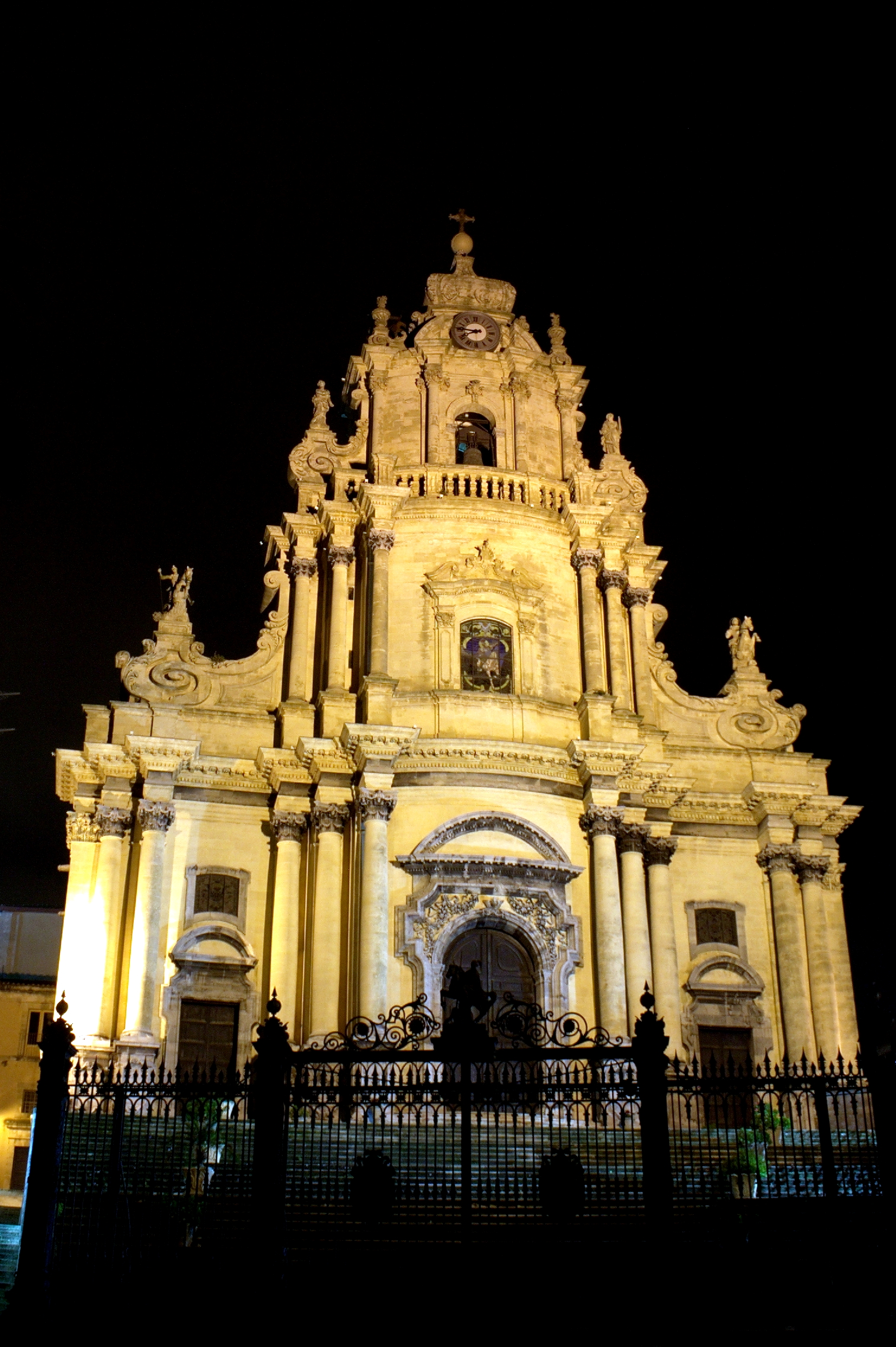
Duomo di San Giorgio

- Duomo di San Giorgio; È la Chiesa Madre della Città e, ne è il principale luogo di culto(insieme alla cattedrale). È una delle massime espressioni a livello mondiale dell'architettura sacra barocca. La chiesa antica sorgeva all'estremità est dell'abitato, dove si trova ancora l'antico portale. Fu riedificata al posto della chiesa di San Nicola, che fino al XVI secolo era stata di rito greco. Del progetto venne incaricato il grande architetto Rosario Gagliardi, si conservano tuttora le antiche tavole originali, esso è caratterizzato dalla monumentale facciata a torre che ingloba anche il campanile nel prospetto e termina con una cuspide a bulbo. La sua collocazione al termine di un'alta scalinata e la sua posizione obliqua rispetto alla piazza sottostante ne accentuano l'imponenza e gli effetti plastici. La cupola di gusto neoclassico a doppia calotta, poggiante su due file di colonne sarebbe stata progettata dal capomastro ragusano Carmelo Cultraro, ispirandosi alla cupola del Pantheon di Parigi. All'interno si trovano le statue del Gagini e si trova inoltre il capolavoro della ditta Serassi che lo volle chiamare Organum maximum in quanto sintesi della migliore arte organaria all'epoca esistente composto da 3 368 canne. Nelle cappelle delle navate laterali si trovano tele dei migliori[26] artisti del settecento siciliano: D'Anna, Tresca, Manno. Sopra le porte laterali sono conservati i due simulacri che vengono portati in processione per le strade, durante la festa patronale di San Giorgio: la statua del Santo a cavallo opera dello scultore palermitano Bagnasco, che la realizzò nel 1874, e la grande cassa-reliquiario in lamina d'argento sbalzata, opera del 1818 dell'argentiere palermitano Domenico La Villa. Le finestre della navata centrale sono chiuse da vetri colorati, artisticamente istoriati: in tutta la chiesa ve ne sono ben 33, raffiguranti 13 episodi del Martirio di San Giorgio, 6 figure di Santi, 14 simboli vari, realizzati su disegni di Amalia Panigati. L'architettura trova corrispondenza non tanto nelle Chiese italiane, ma è molto più simile ai modelli dell'Europa del nord, come le chiese londinesi di Hawksmoor o quelle di Neumann in Franconia, che sviluppano in facciata il tema del partito centrale a torre.

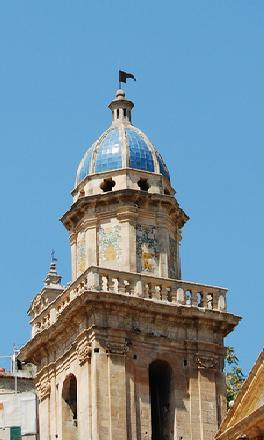
Campanile della chiesa di Santa Maria dell'Itria

- Chiesa di Santa Maria dell'Itria; la chiesa di Maria Santissima dell'Itria è la chiesa commendale del Sovrano militare ordine di Malta sotto il titolo di San Giuliano, fondata dal barone Blandano Arezzi nel 1626, vicino all'ospedale col medesimo nome. Il nome deriva dal greco Odygitria (ovvero colei che indica il cammino). La chiesa, che è situata al centro dell'antico quartiere ebraico di "Cartellone", non fu particolarmente colpita dal sisma, essa però venne ugualmente ampliata e modifica in stile barocco, diventando uno dei luoghi di culto più importanti del quartiere.
- Chiesa di Santa Maria delle Scale; costruita nel XV secolo del cui periodo rimangono avanzi di un portale e di un pregevole pulpito in pietra in stile gotico.
- Chiesa di San Filippo Neri; sorta intorno al XVII secolo grazie alla confraternita devota al santo, il prospetto molto semplice si affaccia su un piccolo sagrato ed è impreziosito dal portone d'ingresso. L'interno, ad aula, con una cappella sul lato destro, fu rimaneggiato alla fine dell'Ottocento.
- Chiesa di Santa Maria dei Miracoli; venne edificata intorno alla metà del XVII secolo dopo il rinvenimento di una immagine della Madonna col Bambino, di origine bizantina. Ha una pianta ottagonale allungata e rappresenta dunque un unicum nel contesto ibleo, il dipinto sacro, presenta caratteri cirillici preslavi, tuttora avvolta nel mistero, anche se secondo la leggenda fu portata da Isacco Comneno dove qui fu sepolto.
- Chiesa delle Santissime Anime del Purgatorio; ricostruita completamente nel XVIII secolo a tre navate e con facciata tripartita. Vi si conservano pregevoli tele e la statua in argento del XVII secolo del santo.
- Chiesa di San Giuseppe; edificata nel 1756 per iniziativa delle monache benedettine, progettata dal Gagliardi, la facciata a tre ordini, ricca di intagli e sculture. L'interno è caratterizzato da una pianta ovale, la copertura è costituita da una grande cupola.

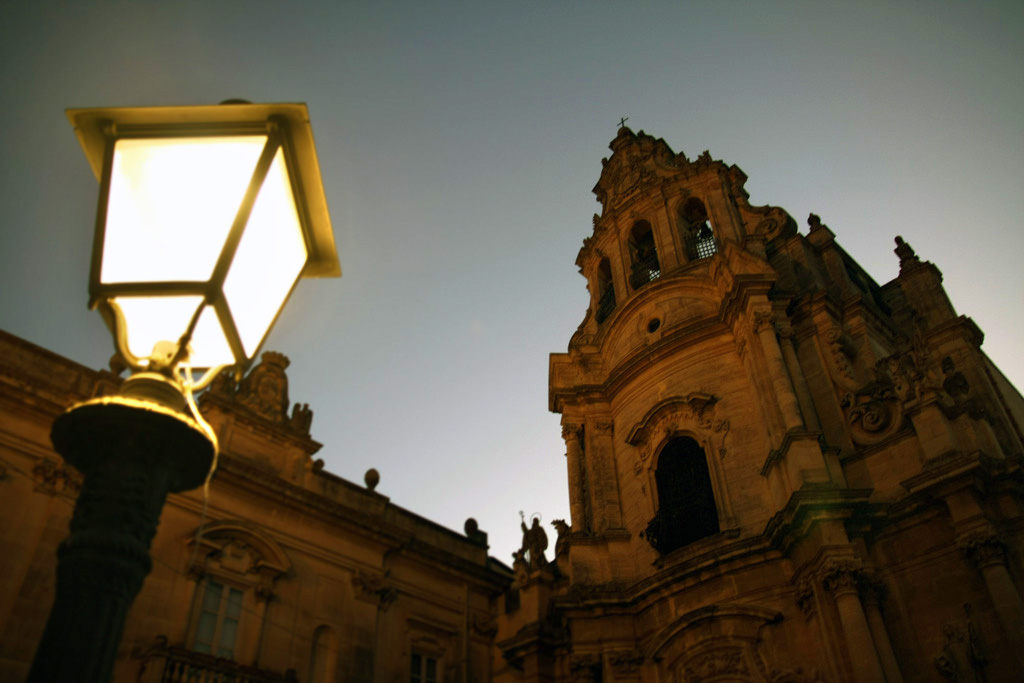
Chiesa di San Giuseppe

- Convento e chiesa di Santa Maria del Gesù; costruita intorno al 1636 per volere dei frati minori riformati, il prospetto ha una caratteristica forma a capanna e ha come unico ornamento il portale scandito da due semicolonne che reggono un timpano spezzato. Vi è un piccolo campanile posto sul lato sinistro della chiesa. L'interno è riccamente adornato da stucchi e affreschi.
- Convento e chiesa di San Francesco all'Immacolata; la chiesa sorse probabilmente nel XIII secolo, i frati francescani la vollero allocare all'estremità dell'abitato per poter svolgere l'accoglienza e la cura dei malati. La torre campanaria è tra le più antiche della Sicilia, databile infatti al periodo svevo.
- Chiesa di San Vincenzo Ferreri; la chiesa venne costruita agli inizi del XVI secolo, non fu particolarmente danneggiata dal terremoto, però probabilmente subì qualche modifica. Ha un prospetto lineare molto semplice che presenta due colonne con capitelli corinzi e un timpano, spezzato da un finestrone. Particolare è il campanile impreziosito da fasci di pietre policrome. L'interno è affrescato con pitture murali che rappresentano la Ragusa medioevale, all'esterno è presente un'antica meridiana risalente ai primi del XVI secolo. La chiesa è stata oggetto di un importante restauro terminato nel 2010; l'edificio è attualmente adibito ad auditorium pubblico.
- Chiesa di Santa Maria Maddalena; venne menzionata per la prima volta nel 1542 in occasione della visita di Monsignor Platamone; dallo stesso atto si viene a sapere che presso la chiesa era già esistente la Confraternita della Maddalena, di cui ancora oggi si conserva uno stendardo in seta con antichi ricami. Non essendo stata danneggiata dal terremoto del 1693, ospitò la parrocchia di San Tommaso.
- Chiesa di Santa Petronilla; indicata la prima volta nel 1654 nella Sacra Visita di Monsignor Capobianco, fu distrutta dal terremoto del 1693 e venne ricostruita tra il 1770 ed il 1776. Oggi appartiene a privati che la usano come laboratorio per il restauro della carta.
- Chiesa di San Bartolomeo; costruita nel XVII secolo, venne menzionata per la prima volta nella visita pastorale di Monsignor Platamone del 1642. La tradizione dice che sorse sul tempio pagano di Ercole Melkarte.

### Architetture civili

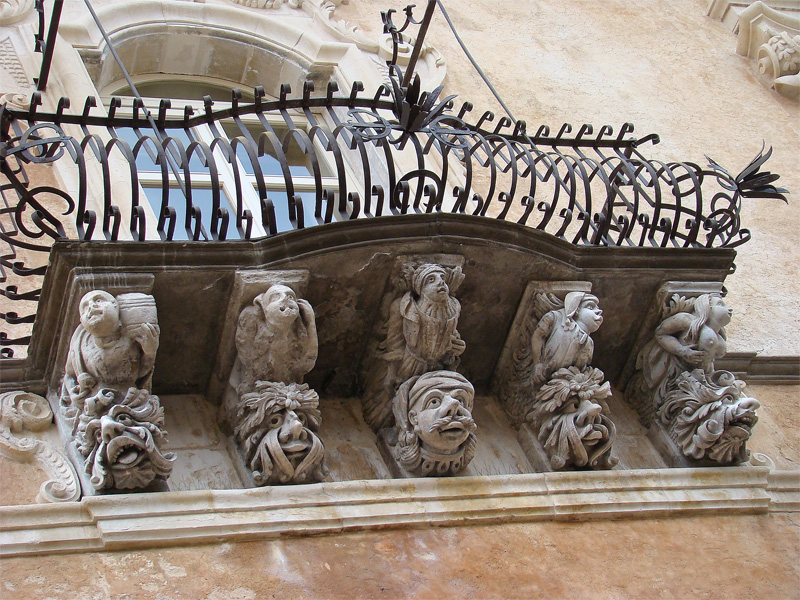
Balconi del Palazzo Cosentini

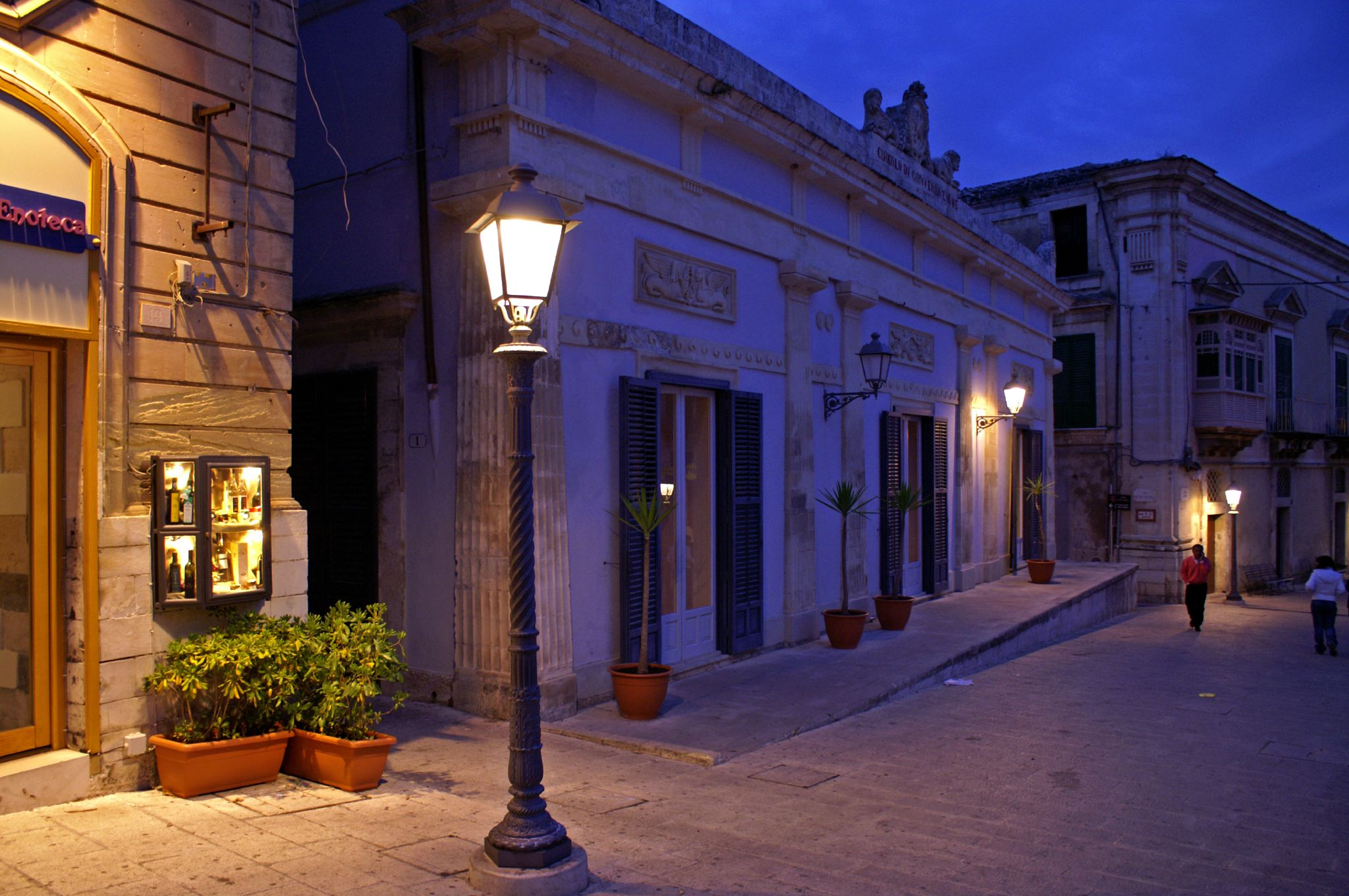
Circolo di conversazione

- Palazzo Zacco; il palazzo, tra i più belli di Ragusa superiore, fu costruito dal barone Melfi. Si presenta con due prospetti, in ognuno dei quali si aprono tre balconi nel piano nobile. Il portone d'ingresso è fiancheggiato da due colonne su alti plinti in pietra pece, con capitelli corinzi sui quali poggia il balcone centrale con una ringhiera mistilinea in ferro battuto. Gli stipiti dei balconi sono sorretti da mensoloni con due registri: in quello inferiore mascheroni grotteschi, in quello superiore figure fantastiche che ricalcano quelli di altri palazzi nobiliari coevi o realizzati nei decenni precedenti. Nella testata ad angolo tra le due strade l'enorme scudo araldico dei Melfi di S. Antonio. Con questo palazzo entra a Ragusa lo stile rococò più sfrenato che ha riscontro solo in pochi altri edifici. Il palazzo diverrà la sede del museo delle tradizioni ragusane[27].
- Palazzo Schininà di Sant'Elia; fu costruito alla fine del XVIII secolo dal barone Mario Leggio Schininà, marchese di Sant'Elia e primo sindaco di Ragusa superiore. Si estende per un intero isolato; dal 1950 la parte nord è stata regalata alla diocesi e successivamente vi furono trasferiti la sede del vescovado e alcuni uffici amministrativi. Del lunghissimo prospetto è completo solo il piano terra su cui si aprono i due portoni. La facciata dell'ala nord ha sette balconi al primo piano: nel mezzo si trova il portone centrale, delimitato da due paraste su alti plinti, arricchite da ghirlande, con capitelli rococò. Dal portone si accede a un cortile interno da cui si diparte il sontuoso scalone che porta ai portici del piano nobile I sei balconi sono sorretti da grandi mensoloni con finissimi motivi fogliacei; gli ornamenti degli stipiti ripetono il motivo del balcone centrale e culminano con una classica conchiglia barocca. È la più grande costruzione del tardo settecentesco di Ragusa.
- Palazzo Sortino-Trono; il palazzo fu edificato nel 1778 su parte delle mura dell'antico castello. L'imponente prospetto sovrasta la piazza degli archi e si affaccia sulla balconata. Vi è un ampio portale d'ingresso, lievemente convesso, che regge un balcone dalla cornice alquanto lineare realizzata in pietra calcarea con intarsi in pietra pece. I tre balconi laterali hanno grandi mensole in pietra pece scolpite a motivi vegetali e nelle aperture cornici in pietra calcarea, con un caratteristico fregio a lambrecchini di gusto rococò. Ai lati del portone d'ingresso due piccole aperture di forma ovale e nei tre partiti, grandi finestroni dalla cornice mistilinea sormontata da un fregio a conchiglia.
- Palazzo Bertini; edificato alla fine del Settecento, caratteristiche sono le sculture presenti, tre grandi teste, dette "mascheroni" che raffigurano tre personaggi della cultura barocca: il mendicante, il nobile e il mercante. Il primo è coperto di stracci e mostra un viso deforme con un grande naso e la bocca senza denti, il nobile, dallo sguardo fiero, ha un elegante cappello piumato da cui fuoriesce la capigliatura a boccoli, mentre il mercante ha il viso paffuto con un grande turbante ed un orecchino con una grande perla, segno di ricchezza e opulenza.
- Palazzo Nicastro; edificato nella prima metà del XVIII secolo, divenne sede della cancelleria comunale, il prospetto principale si affaccia su una piazzetta che anticamente era l'unica via d'accesso al quartiere superiore della città. Due alte lesene racchiudono lo spazio in cui troneggia la grande tribuna, l'elemento di maggior pregio della costruzione.
- Palazzo Cosentini; edificato nel terzo quarto del XVIII secolo per iniziativa del barone Raffaele Cosentini. I tre balconi presenti, si caratterizzano per la ricchezza di decorazioni delle mensole con mascheroni dai volti grotteschi e deformi sormontati da figure di musicisti, in quello centrale, figure alludenti all'abbondanza e in quello a destra, personaggi del popolo. Il prospetto è laterale, delineato da due alte paraste.
- Palazzo La Rocca; costruito intorno al 1765 dal barone La Rocca di S. Ippolito. Il prospetto, ad un piano, sobrio ed elegante, è caratterizzato da sette balconi sorretti ognuno da tre mensole in pietra pece. Vi sono raffigurate delle figure antropomorfe tra cui particolarmente interessante il flautista, il suonatore di liuto, la popolana col bimbo e le due figure unite in un abbraccio, ripetuto dai puttini nelle mensole piccole laterali.
- Palazzo Battaglia; la costruzione fu iniziata nel 1724 probabilmente dal Gagliardi. La facciata principale, rivolta verso la chiesa della SS. Annunziata, è costituita da un pianterreno ed un primo piano separati da una semplice fascia di pietra, nel sovrastante piano nobile troviamo tre balconi dalle sobrie cornici; quello centrale è sormontato dal grande scudo araldico con gli stemmi della casa nobiliare delle famiglie Battaglia e Giampiccolo.
- Circolo di conversazione; l'aristocrazia ragusana decise di costruire un proprio circolo di conversazione, raro esempio di stabile costruito appositamente a tale scopo. È chiamato anche Caffè dei cavalieri. Costruito nel 1850 in stile neoclassico è una delle poche strutture ricreative che si è conservata intatta. Il prospetto ad un piano, si presenta elegante e sobrio lungo circa 10 metri, in stile neoclassico. Ha tre porte divise da sei paraste scanalate con capitelli di stile dorico, il cornicione ornato da triglifi, in corrispondenza delle porte presenta tre bassorilievi con due donne alate che sorreggono una lampada e due sfingi ai lati. Sul cornicione, lo stemma della città affiancato da due leoni antropomorfi circondati da una ghirlanda di fiori. Il fastoso salone delle feste mostra un soffitto affrescato dal ragusano Tino Del Campo alla fine del XIX secolo con un'allegoria delle arti e delle scienze e quattro medaglioni agli angoli. Trattandosi di un locale privato non è aperto al pubblico, ma la disponibilità dei soci ne permette spesso la visita.

### Architetture militari

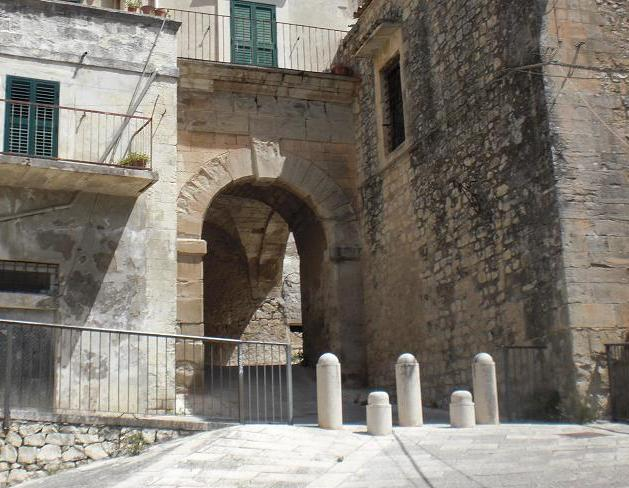
Porta Walter.

- Porta Walter o porta Vattiri è l'unica delle cinque porte d'ingresso alla città antica che ha resistito ai secoli e rappresenta uno dei pochi resti della cinta muraria[28]. Fu edificata nel 1643[29] in occasione della visita del Viceré di Sicilia Giovanni Alfonso Enriquez de Cabrera. La porta, alta 5 metri e larga 3, sopra l'arco a sesto ribassato ha un'iscrizione in latino su due file di blocchi intagliati di calcare. Le sei righe di caratteri latini sono ormai quasi illeggibili. Da Porta Walter scende una stradina che porta alla vallata Santa Domenica e alla strada per Modica.
- Mura bizantine; accanto alla chiesa del santissimo Signore Trovato che si trova alla periferia orientale di Ragusa Ibla e dietro la chiesa delle Santissime Anime del Purgatorio[30] nel quartiere degli Archi si trovano i resti di mura bizantine dell'VIII secolo che facevano parte della cinta muraria difensiva del castello di Ragusa costruito dai bizantini e poi ingrandito dai normanni.Il Castello di Donnafugata.

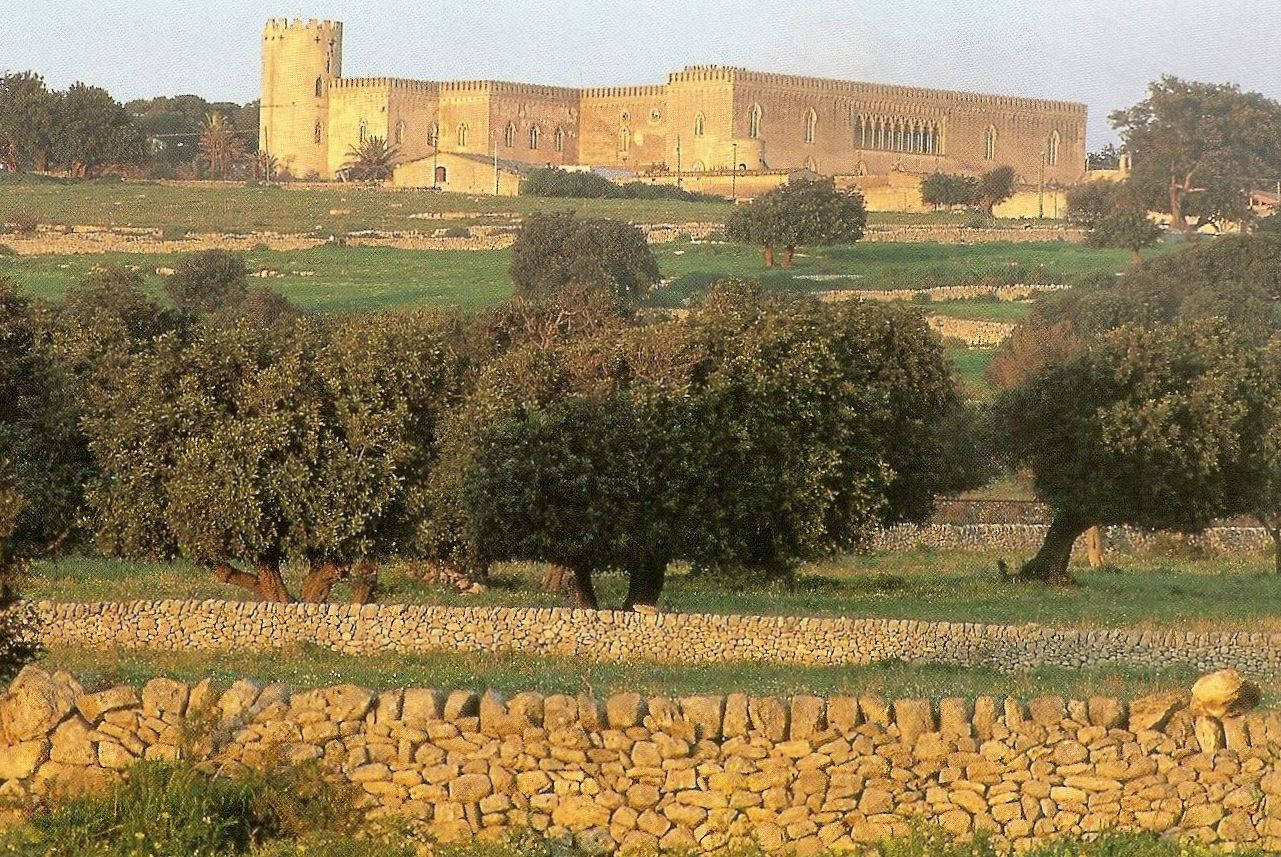
Il Castello di Donnafugata.

- Torre Cabrera di Marina; si trova nel territorio comunale anche la Torre Cabrera di Marina di Ragusa che è una torre di difesa costiera che fu costruita nel XVI secolo a protezione del caricatoio del porto vecchio della frazione ragusana.
- Castello di Donnafugata; il nome del castello è probabilmente di origine araba, dal nome dato alla località. La leggenda narra che la principessa Bianca di Navarra fu imprigionata dal conte Bernardo Cabrera, signore della Contea di Modica, ma la principessa riuscì a fuggire attraverso le gallerie che conducevano nella campagna che circonda il palazzo. Il conte era talmente temuto dai sovrani di Palermo che non reagirono, né mai ridimensionarono il suo potere.

### Ponti di Ragusa

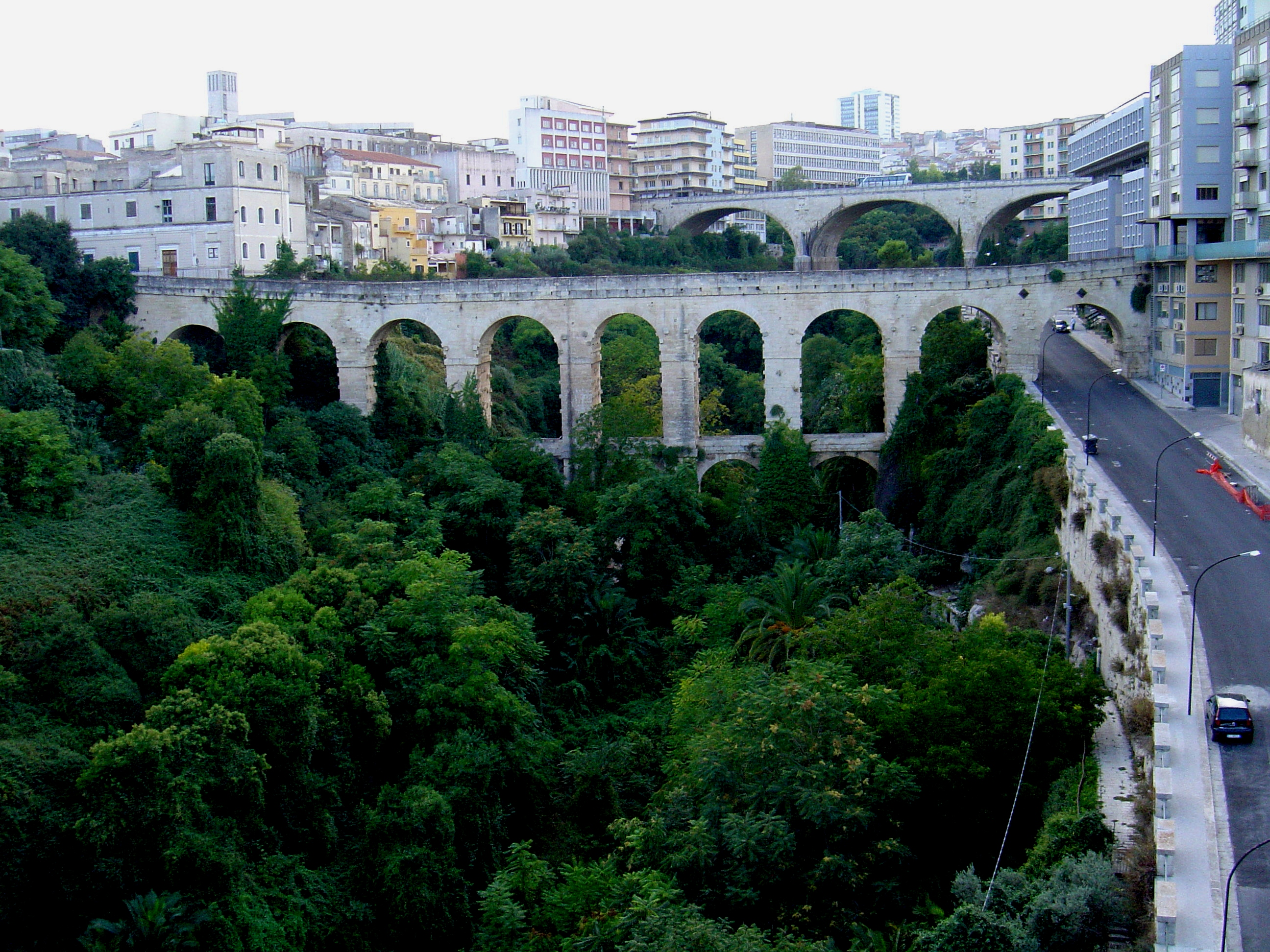
Il ponte vecchio

- Ponte Vecchio; nel 1843 con la costruzione del Ponte Vecchio la città si poté sviluppare pure verso sud, il ponte infatti permetteva di superare l'ostacolo naturale della vallata S. Domenica. Il ponte in stile architettonico romano detto anche dei Cappuccini, fu voluto dal Padre cappuccino Gianbattista Occhipinti Scopetta (1770-1836), dell'omonima famiglia Occhipinti di cui deriva lo pseudonimo di "Scopetta" molto conosciuto a Ragusa, costruito come collegamento tra il centro abitato ed il convento di S. Francesco di Paola oggi d'Assisi edificato al di là della vallata e voluto sempre dallo stesso Padre Scopetta, sul colle in cui vi erano numerose attività industriali per l'estrazione della pietra pece, e aprendo così in un certo modo la strada verso il mare.
- Ponte Nuovo; nel 1937 fu inaugurato il secondo ponte, chiamato Ponte del Littorio, comunemente chiamato dai cittadini Ponte Nuovo o Ponte di Via Roma. Venne edificato durante il ventennio fascista, insieme all'adiacente Piazza Libertà, un tempo Piazza Impero, grazie all'influenza di Filippo Pennavaria. Nel punto più alto misura quaranta metri, è lungo circa centotrentadue metri e largo circa dieci, oltre i marciapiedi larghi due metri ciascuno. Presenta quattro pilastri in cemento armato ricoperti di calcare duro (pietra viva) e quattro arcate.
- Ponte Papa Giovanni XXIII; nel 1964, a causa dell'intenso sviluppo cittadino, si realizzò un terzo ponte, il Ponte Papa Giovanni XXIII (detto anche Ponte Nuovissimo o Ponte San Vito per distinguerlo dal ponte del '37) a campata unica che unisce il quartiere del Carmine con il quartiere dei Cappuccini.

### Siti archeologici

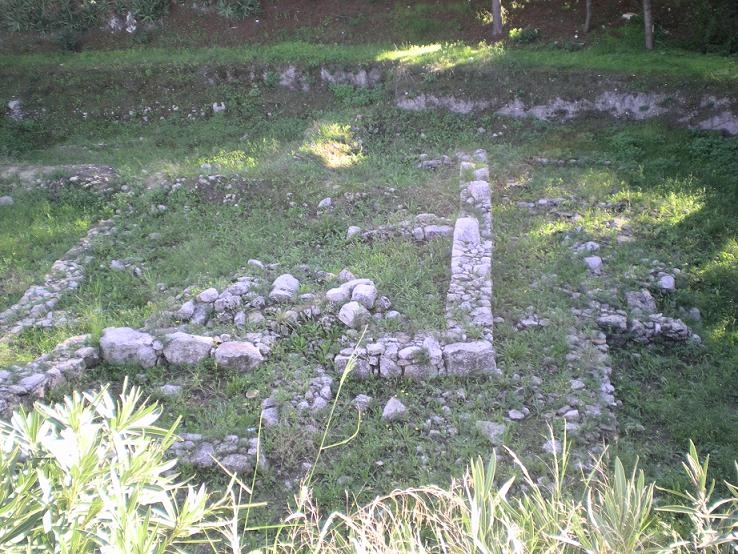
Scavi archeologici a Ibla

L'area iblea ha restituito diverse rilevanze archeologiche, nella zona di Fontana nuova, nei pressi di Marina di Ragusa, spetta il primato del più antico ritrovamento di testimonianze umane finora scoperto in Sicilia: in una grotta sono state ritrovati alcuni raschiatoi e lame da taglio in pietra scheggiata, risalenti a 30 000 anni fa.
La maggior parte dei reperti si trovano al Museo archeologico ibleo.
- Kamarina. La città antica era realizzata su tre colli, come testimoniano le tracce e le parti di mura arcaiche e una grande torre. Resti di case ellenistiche: Casa dell'altare, Casa dell'iscrizione e Casa del Mercante.
- Monte Arcibessi. Nel territorio di Monte Arcibessi sono presenti insediamenti fortificati ("castellieri") dell'età del Bronzo e dell'età del Ferro. Abitati preistorici, resti di insediamenti abitati greci arcaici, testimonianze di epoca ellenistico-romana e resti bizantini e medievali.
- Kaukana. Resti archeologici di una città portuale greco-romana ed insediamento bizantino.
- Resti di un'antica città siculo-greca[senza fonte], riscoperti a Ragusa Ibla; la quale è stata così soprannominata proprio dalla teoria cluveriana che identificava il suo sito con quello di Hybla Heraia.
- Grotta delle Trabacche. Sito archeologico di architettura funebre a carattere monumentale dell'epoca romana e bizantina.
- Le catacombe di Cava Celone, risalenti ad un periodo precedente l'editto di tolleranza, emanato nel 313 d.C.
- Castiglione. Insediamento siculo-greco con resti di due ampi quartieri del VI secolo a.C., fortificazioni, strada urbana, un'area sacra ed una necropoli Greca. Tra i ritrovamenti di Castiglione ve n'è uno che è tra i più importanti di tutta l'area iblea, il cosiddetto "guerriero di Castiglione", una lastra scolpita in rilievo e a tutto tondo, raffigurante un personaggio armato a cavallo. Le estremità del blocco sono decorate con le protomi di un toro e di una sfinge.

### Altri siti d'interesse
- Vecchio Mercato di Ibla
- Vecchio Macello di San Paolo
- Timpa ro Nannu nella Cava San Leonardo
- Salita dell'orologio, a Ragusa Ibla

### Aree naturali

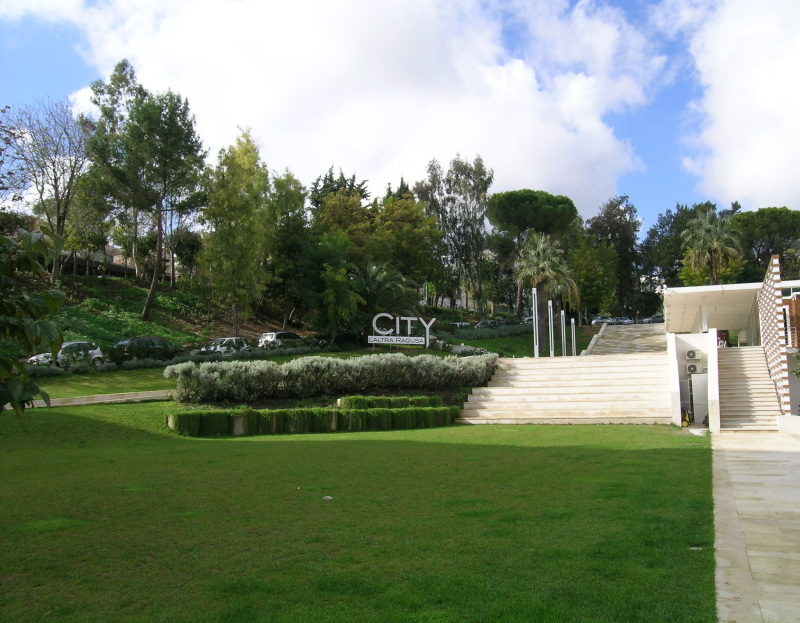
Parco Giovanni Paolo II

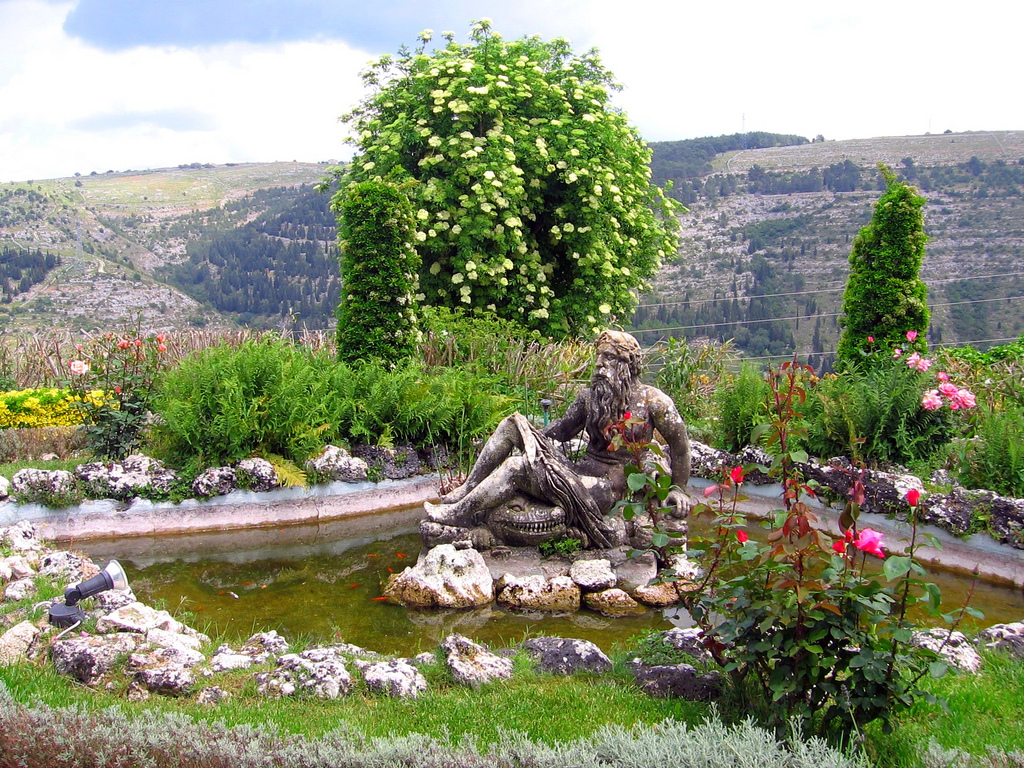
Giardino Ibleo

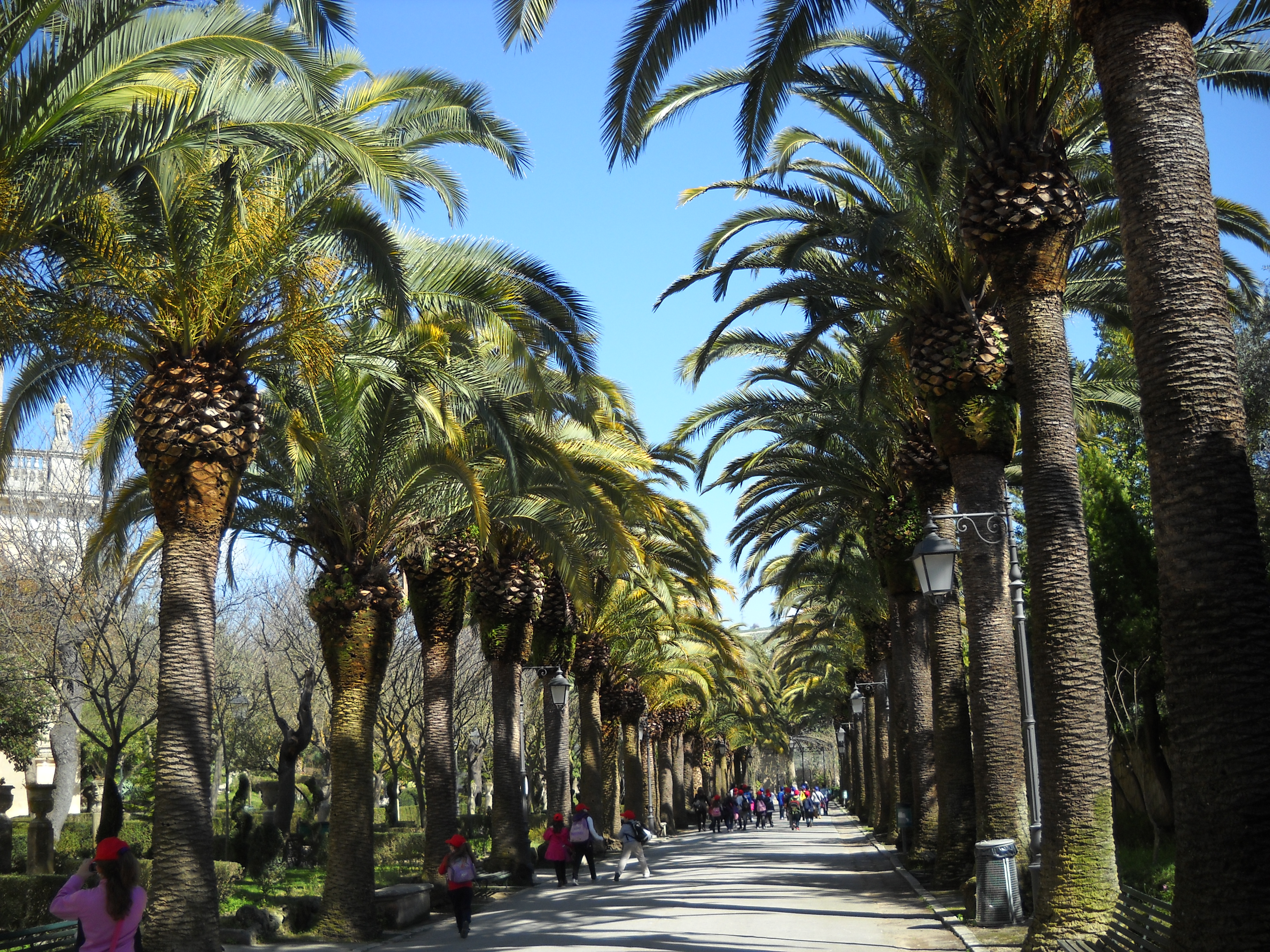
Giardino Ibleo

Ragusa è circondata da ampie vallate che costituiscono un verde pubblico naturale di cui è possibile usufruire; inoltre, all'interno della città vi sono quattro parchi che costituiscono un polmone verde. Ogni vallata è percorsa da un fiume: a nord si trova i trova il San Leonardo, ad est il fiume Irminio e a sud scorre il torrente Fiumicello.
- Giardino Ibleo (1858); il giardino è stato realizzato nel 1858, e sorge sull'estremità est d'Ibla a circa 385 m s.l.m. All'interno si trovano l'imponente monumento ai caduti della grande guerra, la chiesa di San Vincenzo Ferreri, la chiesa di San Giacomo e la chiesa dei Cappuccini. Vicino al giardino si trovano pure gli scavi archeologici di Ragusa Ibla, che hanno portato alla luce molti reperti dell'antica Hybla.
- Villa Margherita
- Villa Santa Domenica
- Parco Giovanni Paolo II
- Parco Robert Baden-Powell
- Parco Padre Pio a Marina di Ragusa
- Villetta Via Stiela
- Villetta Citelli - Caboto

Il comune ospita anche:
- Riserva naturale Macchia Foresta del fiume Irminio
- Riserva naturale integrale Cava Randello
- Demanio forestale Calaforno
- È stato avviato l'iter per l'istituzione del Parco degli Iblei.
- Muri a secco; il 2 maggio 1445 la Gran Corte Regia di Palermo condannò all'esborso di 60 000 ducati il conte Giovanni Bernardo, per appropriazioni indebite di terre e diritti demaniali. Il conte, per pagare questa somma, diede così inizio all'enfiteusi, iniziando a spezzettare e cedere il proprio feudo ai contadini, in cambio di modesti canoni. Questa opera di distribuzione delle terre continuò per tutto il Quattrocento ed il Cinquecento, anche con i subentranti Conti della dinastia degli Enriquez Cabrera. Alla distribuzione delle terre seguì l'opera di dissodamento da parte dei contadini e la costruzione dei muri a secco. Queste strutture servivano a rendere coltivabile il terreno e a delimitare le proprietà dei contadini. Questa fitta rete geometrica di muri caratterizza il paesaggio rurale ragusano.

## Società

### Evoluzione demografica
Abitanti censiti al 31 dicembre 2021

In media d'anno, il numero di figli per donna è mediamente pari a 1,48 bambini
, valore lievemente superiore al dato regionale, inoltre in media il comune presenta un tasso di mascolinità inferiore a 100: in pratica vi sono 97 maschi ogni 100 femmine.
Nel 2013 vi è stato un incremento annuo della popolazione del +4,1%, dovuto a un saldo positivo del movimento migratorio che ha compensato il saldo naturale negativo (-129 unità).

### Etnie e minoranze straniere
Secondo i dati ISTAT al 31 dicembre 2024 la popolazione straniera residente a Ragusa era di 7 156 persone e rappresentano l'8,9% della popolazione residente. Le nazionalità maggiormente rappresentate erano:

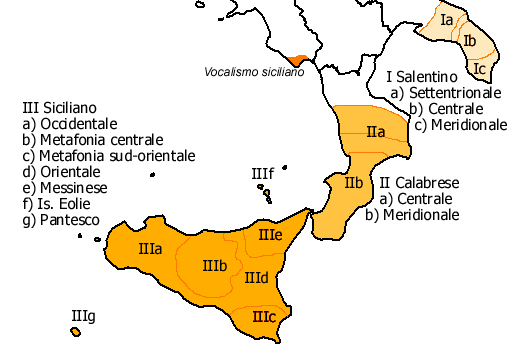
Distribuzione del gruppo siciliano

- Albania 2 067
- Tunisia 1 129
- Romania 956
- Nigeria 374
- Marocco 204
- Bangladesh 193
- Polonia 144
- Cina 138
- Gambia 108
- Ghana 88

### Lingue e dialetti
Oltre alla lingua ufficiale italiana, a Ragusa si parla la lingua siciliana nella sua variante metafonetica sud-orientale. La ricchezza di influenze del siciliano, appartenente alla famiglia delle lingue romanze e classificato nel gruppo meridionale estremo, deriva dalla posizione geografica dell'isola, la cui centralità nel mar Mediterraneo ne ha fatto terra di conquista di numerosi popoli gravitanti nell'area mediterranea.
Il dialetto ragusano si distingue dagli altri dialetti siciliani per alcuni aspetti salienti: la differenza più importante è fonetica, con la occlusiva velare sorda [k] che in posizione prevocalica si trasforma in fricativa postalveolare sorda [ʃ] o in affricata postalveolare sorda [tʃ] (in parole come "chiovu" la pronuncia è ['kjovu] in siciliano standard e ['ʃovu] o ['tʃovu] nella variante ragusana); vi è, inoltre, l'esito della occlusiva dentale sonora [d] in vibrante alveolare [r] in posizione prevocalica, come nella preposizione "di" che cambia in "ri" in ragusano. Si noti, infine, la presenza di numerosi dittonghi, come ad esempio, nella parola "negozio", che suona: nicuoziu, con la z sempre sorda.

### Tradizioni e folclore
Nel 1063 l'importante battaglia di Cerami segnò la disfatta degli arabi in Sicilia. Ruggero fu il primo ad inventare la cosiddetta propaganda bellica, anticipatrice dell'intelligence, infatti i normanni fecero circolare la voce che la battaglia fosse stata vinta grazie ad appena un centinaio di cavalieri, contro preponderanti forze nemiche. La leggenda vuole che San Giorgio per volere di Dio fosse sceso sulla terra per aiutare i soldati normanni, così il conte Goffredo, quando arrivò a Ragusa e vide che dentro le mura esisteva già una piccola chiesa dedicata a San Giorgio (esattamente tra l'attuale Duomo e le mura del castello, i cosiddetto quartiere "San Giorgio lo vecchio") e considerando che a Ragusa tale culto risale al primo periodo bizantino (fine 600 inizi del 700 d.C.), esso lo prese come un segno divino, secondo lui e tutti i normanni al seguito infatti, Ragusa era protetta dal Santo Cavaliere e quindi non solo lo elevò a Patrono, ma fece costruì a Ragusa, nella parte bassa della città (nello spazio dove adesso sorgono i giardini iblei) l'imponente chiesa dedicata al Santo cavaliere, l'edificio era in stile gotico-catalano, fu gravemente danneggiata dal terremoto del 1693 e ai giorni nostri è rimasto solo lo splendido portale laterale con l'effige di San Giorgio che uccide il drago.
Nel 1643, in conseguenza della bolla "Universa" di Papa Bonifacio VIII, San Giorgio fu proclamato all'unanimità, dai giurati della città, Patrono Principale e Protettore della città di Ragusa.
San Giovanni Battista invece è, dal 1897, il patrono di Ragusa superiore, probabilmente il culto risale al VI secolo d.C., ma è ormai confermato che nel quartiere dei cosentini, formatosi con il conte Goffredo, fosse stata eretta una chiesa devota al santo, fuori le mura d'Ibla. Dunque questa situazione di doppio patrono, deriva da una serie di eventi storici, ma si inasprì soprattutto dopo il terremoto del 1693 che divise in due la città, già sofferente a causa di guerre campanilistiche sempre più intense. Queste lotte portarono alla formazione di due comuni autonomi, e solo nel 1926 le due amministrazioni si riunirono dopo circa due secoli di separazione. Attualmente la festa di San Giorgio si svolge l'ultima settimana di maggio a Ragusa Ibla, mentre la festa di san Giovanni Battista si celebra il 29 agosto a Ragusa superiore. Ormai non esiste più una vera contrapposizione fra i due Santi, ma entrambi vengono festeggiati con sontuose processioni.
Negli ultimi decenni, qualche volta i due santi si sono incontrati; San Giorgio è salito, mentre San Giovanni è sceso a Ibla, in modo da attenuare gli antichi dissapori che si trascinavano da secoli. Nel 2000, in occasione del giubileo, in entrambe le feste i patroni hanno trascorso il venerdì sera nella chiesa madre dell'altro. Le due feste sono però abbastanza diverse: quella di San Giorgio è una festa che si caratterizza oltre che per l'aspetto religioso anche per l'aspetto folkloristico e gioioso, con la statua che portata a spalla dai numerosi fedeli portatori dà quasi la sensazione che venga fatta ballare; quella di San Giovanni è la festa più silenziosa, più interiore, la festa delle migliaia di persone con le candele accese davanti al simulacro. Un dente di San Giovanni si conserva nella cattedrale di Ragusa. La compatrona di Ragusa superiore è la Maria S.S. della Medaglia, mentre la compatrona di Ragusa Ibla è Santa Gaudenzia. Durante il Santo Natale vengono allestiti caratteristici presepi a Ibla e presepi viventi, questi ultimi favoriti nelle ambientazioni dagli scenari naturali a disposizione, spesso infatti le vallate di Ragusa sono l'ambientazione ideale per questo tipo di manifestazioni. Il venerdì Santo invece vi è la tradizionale processione per le vie barocche dei simulacri, che in serata tornano nelle rispettive Chiese.

### Istituzioni, enti e associazioni
- Libero consorzio comunale di Ragusa
- Diocesi di Ragusa
- Sede decentrata del Politecnico del Mediterraneo
- Consorzio universitario della provincia di Ragusa
- CONI - sede regionale e scuola di sport della Sicilia
- Sede del tavolo di concertazione permanente Ragusa - Malta e capofila del programma Interreg IIIA per la cooperazione transfrontaliera Italia-Malta
- ENAPRA; Ente nazionale per l'addestramento e perfezionamento professionale in agricoltura

#### Salute e assistenza
Oltre il 70% della mortalità complessiva è dovuta a malattie del sistema circolatorio e ai tumori. Ragusa registra un tasso di mortalità dell'8,8 per 1 000 abitanti che risulta il secondo in Sicilia più contenuto dopo quello di Catania (8,3). Esso è notevolmente minore rispetto a quello italiano pari al (9,4).

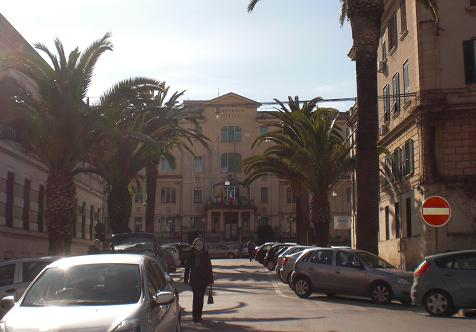
Ospedale Civile di Ragusa.

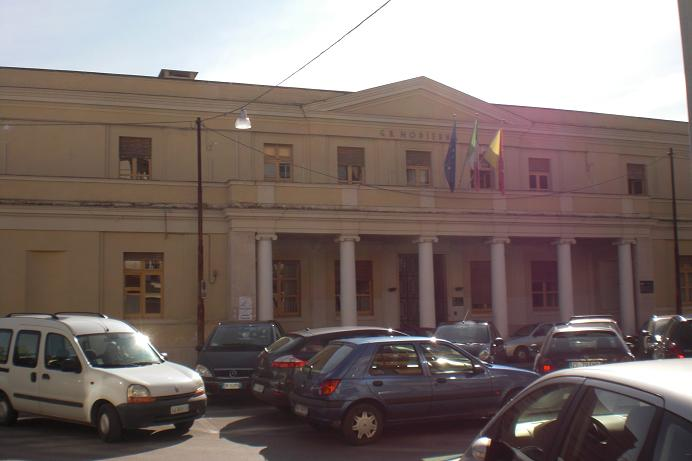
Ospedale G.B. Odierna.

- Ragusa possiede la più alta speranza di vita alla nascita in Sicilia[37].
- L'Avis iblea detiene il primato nazionale per le donazioni di sangue.

Istituti pubblici

Il distretto sanitario di Ragusa, comprende i comuni di Ragusa, Chiaramonte Gulfi, Giarratana, Monterosso Almo e Santa Croce Camerina. Dal 1º settembre 2009 le due aziende sanitarie Azienda Ospedaliera Civile Ompa di Ragusa e la Azienda Unità Sanitaria locale nº 7 di Ragusa hanno cessato di esistere per dare posto alla nuova Azienda Sanitaria Provinciale di Ragusa che comprende: 
- Ospedale Maria Paternò Arezzo.
- Ospedale Civile, nel centro della città e sede del pronto soccorso fino al 23 ottobre 2018. Attualmente chiuso in fase di riqualificazione
- Ospedale Giovan Battista Odierna, nato come tubercolosario negli anni '20, oggi è destinato principalmente ad attività amministrative.
- Ospedale Giovanni Paolo II. Inaugurato il 23 ottobre 2018 alla presenza del Presidente della Regione Sicilia Onorevole Nello Musumeci,[38] ha 200 posti letto, si estende su una superficie lorda complessiva di 32197 m², una superficie utile convenzionale di 25821 m² ed una volumetria di 139150 m³. L'area dov'è sorto ha una superficie di circa 16 ettari, di proprietà dell'Azienda Ospedaliera 7 Ragusa, sita in contrada Cisternazzi.
- Ragusa è l'unica provincia siciliana ad avere un proprio registro tumori[senza fonte], inoltre detiene anche il registro tumori infantili della Sicilia.

Secondo un'indagine della Doxa il Maria Paternò Arezzo è il secondo ospedale siciliano come giudizio complessivo, mentre risulta primo per cure e trattamenti ricevuti.
Istituti privati
Il più importante istituto privato è la Clinica del Mediterraneo.

## Cultura

### Musei
- Museo archeologico ibleo
- Museo archeologico regionale di Kamarina
- Pinacoteca del Castello di Donnafugata
- Civica Raccolta Carmelo Cappello
- Museo Diocesano
- Museo della cattedrale di San Giovanni
- Museo del duomo di San Giorgio
- Museo naturale e delle miniere d'asfalto
- Museo "L'Italia in Africa"
- Museo civico di palazzo Zacco
- MUDECO Museo del Costume[40]
- Museo del Tempo Contadino
- Obsculta - Museo Benedettino
- Parco archeologico di Ragusa Ibla

## Geografia antropica

### Urbanistica
Dal X a.C. Hybla, nucleo primigenio, viene fondata dai siculi.
     700 I bizantini fortificano la città.
     1700 Viene fondata Ragusa superiore in seguito al terremoto del 1693.
     1843 Ragusa si espande verso sud tramite il primo ponte cittadino.
     1930 Elevazione a capoluogo ed espansione verso sud e ovest.
     1980 Disordinata espansione (effetto sprawl) verso ovest.

Evoluzione urbanistica di Ragusa
Dal X a.C. Hybla, nucleo primigenio, viene fondata dai siculi.
700 I bizantini fortificano la città.
1700 Viene fondata Ragusa superiore in seguito al terremoto del 1693.
1843 Ragusa si espande verso sud tramite il primo ponte cittadino.
1930 Elevazione a capoluogo ed espansione verso sud e ovest.
1980 Disordinata espansione (effetto sprawl) verso ovest.

L'urbanistica di Ragusa Ibla, ovvero il quartiere più antico della città, deriva dall'antico impianto altomedievale, probabilmente di origine bizantina. A causa del terremoto del 1693, l'antica città venne ricostruita sempre secondo l'antico tessuto urbano; mentre Ragusa superiore fu costruita ex novo subito dopo il terremoto. Il nuovo quartiere si sviluppò grazie alle idee e ai progetti illuministici del barone Mario Leggio Schininà, secondo un vero e proprio modello urbanistico a maglia ortogonale, già largamente sperimentato nelle nuove città spagnole in America Latina ed utilizzato anche nella ricostruzione barocca di molti altri centri siciliani. Ragusa Ibla viene descritta come un pesce tra le acque dolci, a causa della forma che assume la collina, non solo ma grazie al suo isolamento urbano, ha potuto mantenere un'integrità stilistica veramente ammirevole. Invece a Ragusa superiore, si può distinguere il centro storico sempre in stile barocco, in cui sorgono però anche palazzi più recenti (ottocenteschi e novecenteschi). Lo sviluppo del nuovo quartiere continuò durante il XVIII secolo ed il successivo XIX, ma un sostanziale cambiamento avvenne nel secondo quarto dell'Ottocento con la costruzione del primo ponte cittadino, ultimato nel 1843 che superando l'ostacolo naturale della vallata S. Domenica, consentì l'espansione della città verso sud dove si trovavano i giacimenti di asfalto e le prime attività industriali. Successivamente fu costruito un altro ponte in epoca fascista e infine negli anni sessanta, a causa dell'intenso sviluppò cittadino, si realizzò un terzo ponte a campata unica. Attualmente la città continua ad espandersi verso ovest, nella zona dell'altopiano e anche verso la zona sud, in quel sistema di quartieri che ormai viene comunemente chiamato Ragusa nuova. La città è la prima in Italia per superficie immobiliare pro capite.

### Suddivisioni Storiche
Prima del terremoto del 1693 Ragusa Ibla era divisa in tre quartieri: S. Rocco, S. Maria e S. Paolo.
Subito dopo il terremoto, si crearono due grandi quartieri autonomi: Ragusa Superiore e Ragusa Inferiore.
I due quartieri, a causa di forti contrasti campanilistici, divennero nel 1865 dopo l'Unità d'Italia due comuni distinti e separati (R. Superiore e R. Inferiore); solo nel 1926, con la nomina a capoluogo di provincia, le due amministrazioni furono riunificate in un solo comune.

### Suddivisioni amministrative

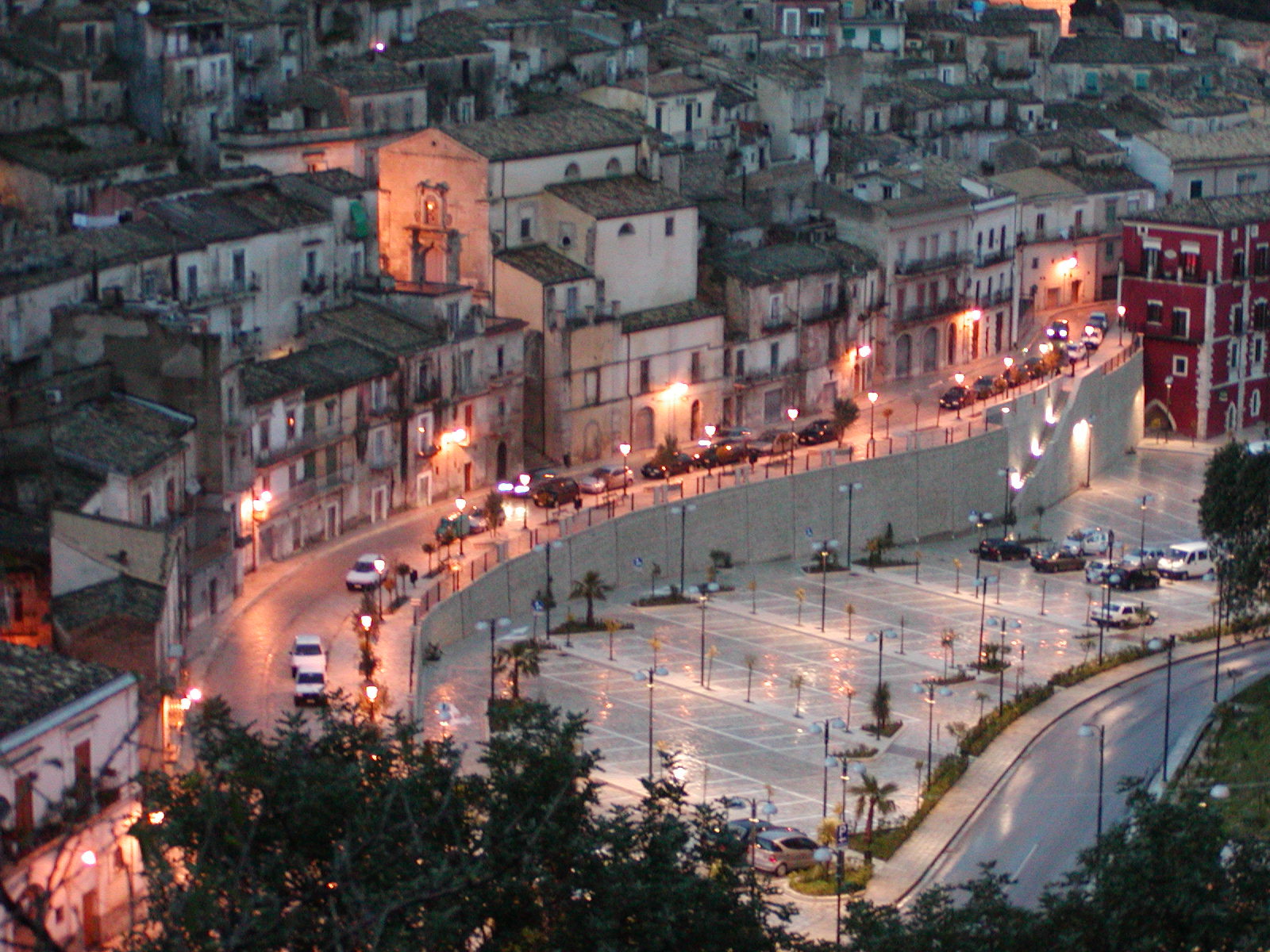
Panorama notturno d'Ibla

|                        | \| Circoscrizioni[43] \| Consiglieri \| \| ---------------------- \| ----------- \| \| Ragusa Centro \| 12 \| \| Ragusa Sud \| 12 \| \| Ragusa Ibla \| 9 \| \| Ragusa Ovest \| 9 \| \| Marina di Ragusa \| 9 \| \| San Giacomo Bellocozzo \| 6 \| \| Totale \| 57 \| |
| Circoscrizioni         | Consiglieri |
| Ragusa Centro          | 12 |
| Ragusa Sud             | 12 |
| Ragusa Ibla            | 9 |
| Ragusa Ovest           | 9 |
| Marina di Ragusa       | 9 |
| San Giacomo Bellocozzo | 6 |
| Totale                 | 57 |

### Quartieri
- Centro
- Ibla
- Selvaggio
- Pianetti
- Annunziata
- Cisternazzi

### Frazioni
- Cimillà
- Donnafugata
- Gatto Corvino
- Marina di Ragusa
- Punta Braccetto
- Puntarazzi
- San Giacomo Bellocozzo

## Economia
(Paolo Balsamo, 1808)
Da molti osservatori il ragusano è stato definito il nuovo sud-est, evidenziandone lo stato florido dell'economia locale e definendo il cosiddetto modello Ragusa come economia vincente da seguire. Il ragusano, nonostante la nota carenza di infrastrutture, è l'area più ricca della Sicilia.
I livelli occupazionali e il reddito medio pro capite sono fra i più elevati dell'Italia meridionale.
L'indice di libertà economica che tiene conto non solo del PIL prodotto ma anche di elementi quali: economia, lavoro, contesto sociale, finanza, fisco e trasferimenti pone il ragusano ai livelli di province del nord Italia, collocando la provincia al cinquantunesimo posta della classifica nazionale, con un indice di 64,8 su 100.
Ragusa ha un reddito pro capite pari a 16 980 euro, superiore al dato regionale. Ragusa che rappresenta lo 0,5% della popolazione italiana e il 6% di quella Siciliana produce esattamente lo 0,5% del Pil italiano (pari all'8% di quello regionale), per un valore superiore ai 6,2 miliardi di euro. Il tasso di crescita è leggermente superiore al dato nazionale, nonostante il fortissimo deficit infrastrutturale e il difficile contesto economico confinante, e decisamente più alto di quello regionale. Inoltre le spetta il primato regionale per l'indice d'imprenditorialità con una media di circa 59,7 unità locali d'imprese ogni mille abitanti.

### Agricoltura e allevamento

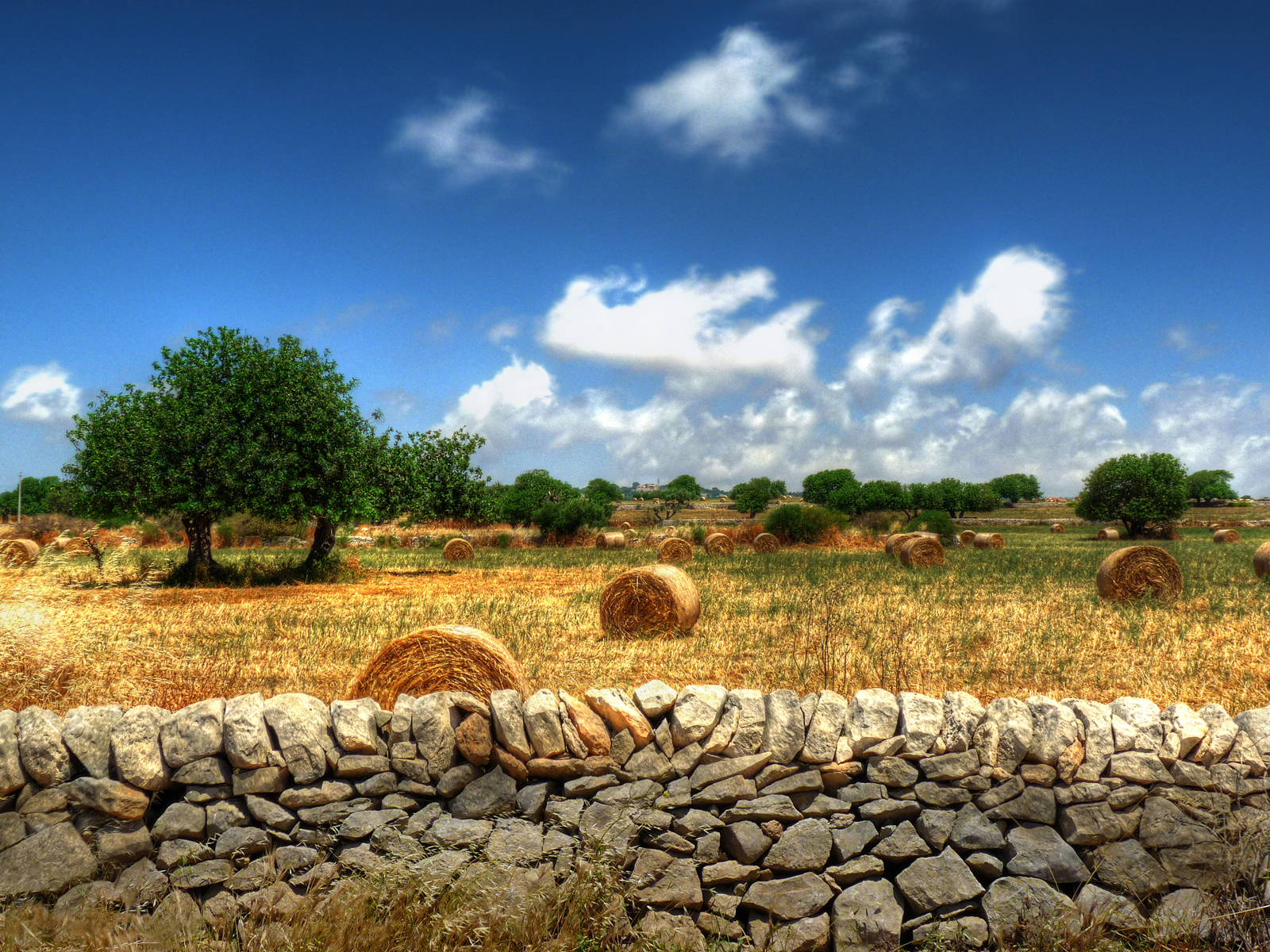
Tipico paesaggio agricolo ragusano

Ragusa detiene il primato nazionale per quanto riguarda la produzione agricola lorda vendibile, con il 47% della produzione ortofrutticola e floricola sotto serra: si pensi che il 6% appena della popolazione Siciliana produce più del 20% del reddito agricolo regionale. Ragusa vanta il 60% della produzione lattiero-casearia regionale e il 65% della produzione di carni, infatti si è sviluppato e specializzato il settore della zootecnia. Particolarmente rinomati sono i bovini grazie agli allevamenti della pregiata razza modicana, bovino autoctono degli iblei e l'unico siciliano classificato come razza autoctona. Tale razza è a rischio di estinzione e nel territorio ragusano permangono solo 15 allevamenti e 15 tori da monta. Il rinomato formaggio Caciocavallo ragusano, a marchio DOP, conosciuto ed apprezzato anche oltre confine, può essere prodotto sia con latte della bovina modicana sia con quello di altre razze bovine quali la frisona o bruna. Per quanto riguarda le razze asinine, è presente l'asino ragusano, fra le poche razze italiane di un certo pregio e particolarmente apprezzato per la qualità del latte. Rinomata anche la produzione dell'olio DOP Monti Iblei e l'apicoltura che in queste zone ha origini antichissime. Ragusa inoltre è la prima in Italia per esportazioni di merci derivanti dall'agricoltura biologica. Il vino per eccellenza del ragusano è il Cerasuolo, prodotto principalmente nel comune di Vittoria, è l'unico vino siciliano catalogato DOCG. L'agricoltura dunque è uno dei motori trainanti dell'intera zona ragusana, essa non è un settore a parte, ma si integra pienamente con il contesto economico e industriale ragusano. Ragusa appartiene alle Città del formaggio, dell'olio, del miele e del vino.

### Industria

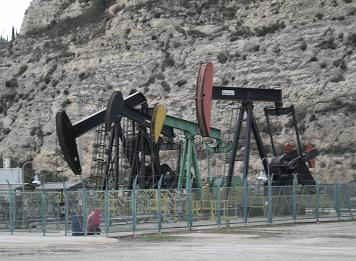
Pozzi petroliferi a Ragusa

Ragusa ha avuto e continua ad avere una forte caratterizzazione industriale. Infatti essa assorbe circa il 15% dell'occupazione totale. Grazie alla presenza di asfalto e petrolio, sono presenti varie industrie di tipo estrattivo, inoltre opera la società del gruppo Eni Versalis, specializzata nel settore chimico. Rilevante anche la presenza dell'industria lattiero-casearia, dolciaria e conserviera. Nelle acque prospicienti a Marina di Ragusa è presente la piattaforma Vega che è la più grande del Mediterraneo, con una media di cinquemila barili estratti ogni giorno. Attualmente il comune di Ragusa ha dato la propria disponibilità per la ricerca e l'estrazione di metano da parte della compagnia statunitense Panther Oil. Diffusi anche le aziende che trattano il cemento e la pietra pece. La zona industriale della città è fra le più grandi del mezzogiorno, essa è in rapida espansione, secondo indagini del Censis e dell'Istat, la maggior parte sono micro, piccole e medie imprese, articolate in sei raggruppamenti merceologici: agroalimentare e mangimistico, materiali e complementi per l'edilizia, marmi e graniti, legno-arredo, chimico-plastico, metalmeccanico-impiantistico. Si produce inoltre il 60% della produzione di polietilene e dei materiali plastici per l'agricoltura al livello regionale, ed è il 3º polo italiano dei materiali lapidei (marmi, graniti, pietra locale) dopo Verona e Carrara. Oltre il polo industriale di Ragusa, è molto importante anche l'agglomerato industriale di Modica e Pozzallo, posizionato in maniera strategica per l'import-export nel mediterraneo, inoltre possiede varie aziende che fabbricano prodotti veterinari.

### Servizi
In questo settore, le attività più importanti sono quelle legate alla Banca Agricola Popolare di Ragusa, la quarta banca popolare italiana, ormai l'unica con sede decisionale nel meridione. Molto importante per l'economia ed il prestigio cittadino e dell'intera provincia è l'istituzione del Consorzio Fattorie Informatiche capeggiato dalla Argo Software, software house leader nel settore della scuola.

#### Fiera
La Fiera Agricola Mediterranea è l'appuntamento più importante a livello regionale del comparto agricolo e zootecnico e tra i più significativi d'Italia.

### Turismo

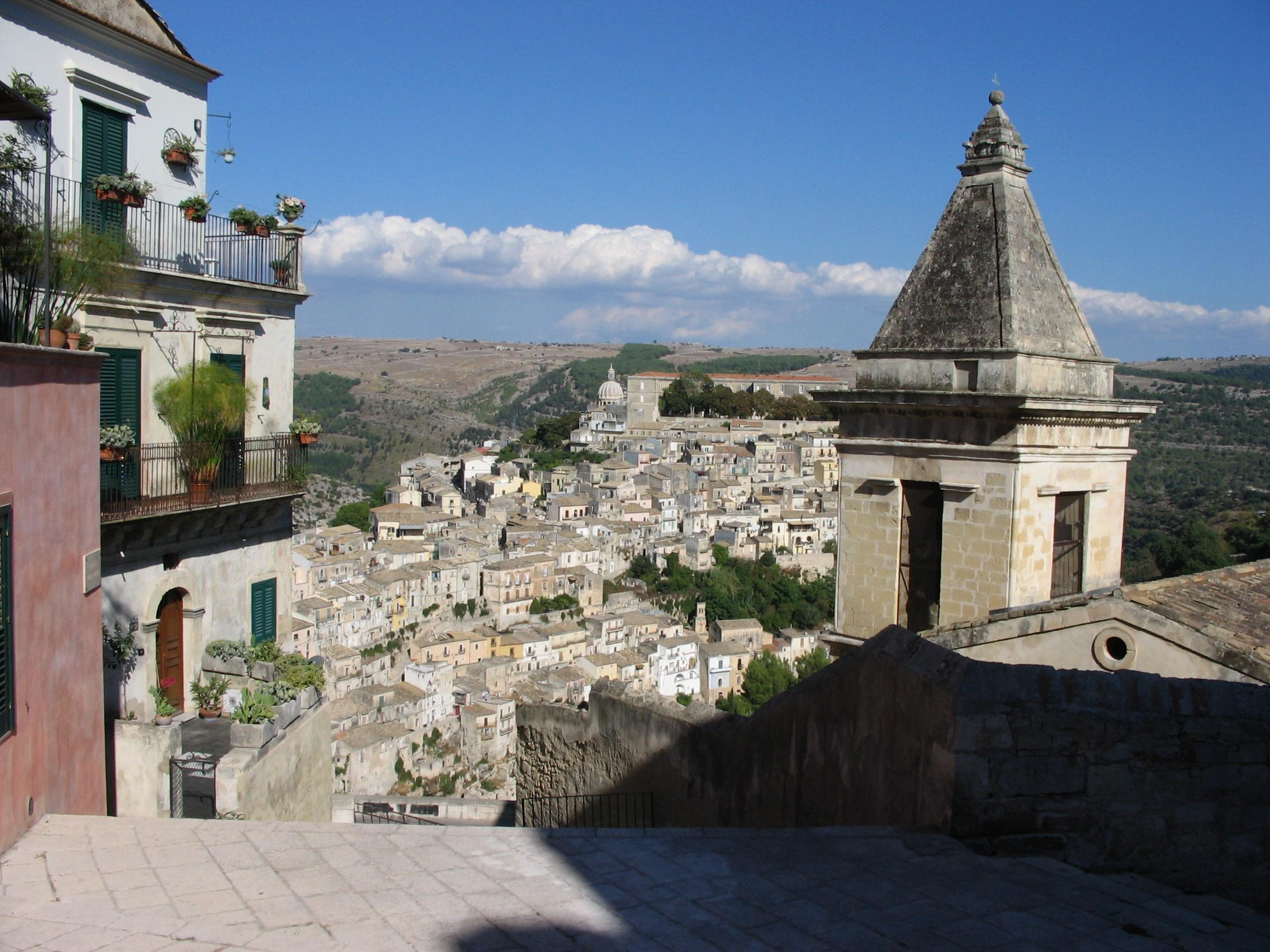
Scorcio di Ragusa Ibla

Il turismo nel Ragusano è un settore di recente formazione, grazie a numerose fiction e film girati nel capoluogo e l'inserimento tra le liste dell'UNESCO, l'afflusso turistico è aumentato in maniera notevole rispetto al passato. Moltissime le attività alberghiere e i Bed and breakfast; nel 2005 il flusso turistico registrato in complesso è stato di 212 234 arrivi e 885 100 presenze. Oggi Ragusa rappresenta circa il 10% del turismo al livello regionale, infatti l'ampia presenza di risorse artistiche determina un flusso turistico costante tutto l'anno, mentre la frazione di Marina di Ragusa è ricercata maggiormente nel periodo estivo; questa grazie ai numerosi negozi, locali notturni e discoteche, rappresenta la località balneare più attiva della Sicilia sud-orientale. Molto importante è anche la presenza del turismo enogastronomico, infatti la città e l'intera provincia producono molti prodotti agroalimentari tipici tutelati dalla UE; avendo pure il primato siciliano in questo settore, ciò la rende una fra le mete più ambite per degustare pietanze o bevande uniche e di alta qualità. Ragusa presenta il maggiore rialzo in termini di arrivi dei turisti italiani e stranieri, seguita a breve distanza da Siracusa, inoltre detiene la permanenza media più elevata tra le province siciliane, infatti è attestata a una media di 4,2 giorni.

## Infrastrutture e trasporti

### Metropolitana
Ad ottobre 2021 sono iniziati i primi lavori relativamente alla costruzione della metropolitana di superficie della città. Il primo tronco della futura infrastruttura dovrebbe partire dalla fermata Colajanni, servendo anche Ibla, Stazione Centrale e Cisternazzi.

### Strade
Le principali direttrici stradali di Ragusa sono:
- Strada statale 115 Sud Occidentale Sicula, proviene da Siracusa, attraversa i maggiori centri urbani della provincia e prosegue per Caltanissetta e Gela.
- Strada statale 194 Ragusana, arteria alternativa alla più trafficata SS514 di Chiaramonte. Collega ai comuni montani di Giarratana e Monterosso.
- Strada statale 514 di Chiaramonte, importantissima arteria di comunicazione che collega Ragusa con Catania.
- Strada Provinciale 25 Ragusa - Marina di Ragusa, mette in comunicazione il capoluogo con la frazione di Marina di Ragusa.
- A18 Siracusa-Gela, autostrada che collega Siracusa con Modica. Attualmente è in fase di completamento, e si prevede che, tramite la futura Tangenziale di Gela, e il completamento della SS626 della Valle del Salso, si crei un'importante arteria stradale che metterà in collegamento Ragusa e provincia con Caltanissetta, e quindi con Palermo, tramite l'autostrada A19[53]

### Ferrovie

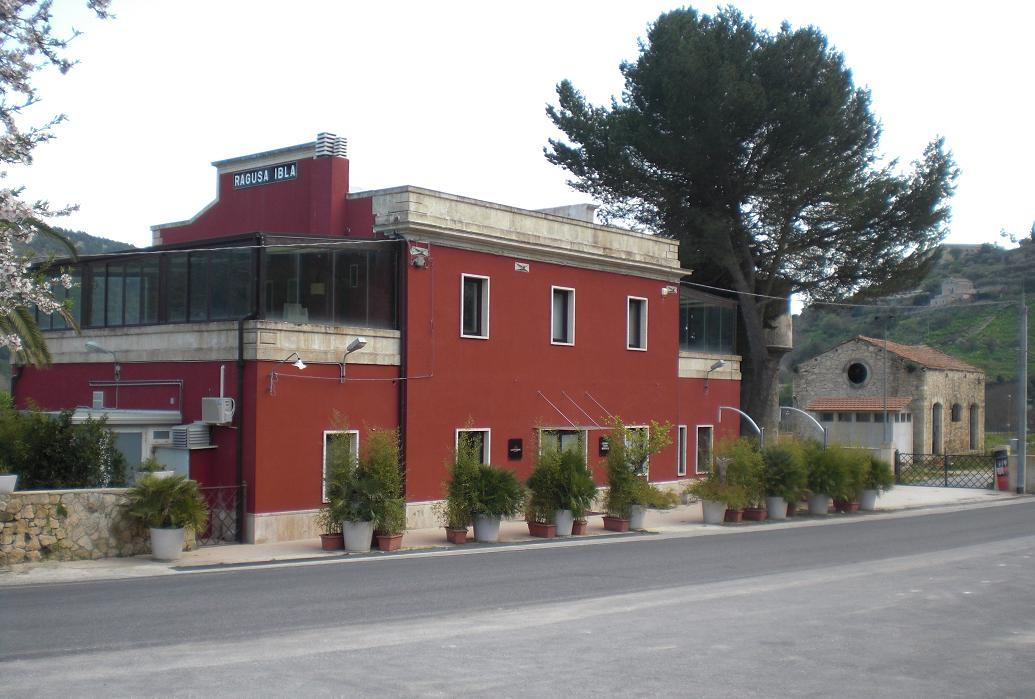
Stazione di Ragusa Ibla

La linea ferroviaria che attraversa il territorio e serve la città è la Ferrovia Siracusa-Gela-Canicattì.
La linea è caratterizzata da una bassa velocità di crociera, che ne disincentivava l'uso, però oggi sembra avviata ad un recupero di funzionalità e ad un ammodernamento grazie al potenziamento delle opere d'arte (ponti e viadotti), tra Vittoria e Siracusa, eseguito nell'ambito del Programma integrativo FS con i fondi stanziati dalla legge 12 febbraio 1981. La linea, pur tortuosa e con elevate pendenze, attraversa e collega direttamente alcuni tra i più grandi centri urbani ragusani. Il traffico merci su rotaia è attualmente quasi inesistente, nonostante l'alto potenziale costituito dalle aree di grande produttività di Ragusa, Modica, Vittoria, e agli intensi scambi commerciali del porto di Pozzallo. Fino al 1949 la città fu anche servita dalla ferrovia Siracusa-Ragusa-Vizzini che univa il capoluogo ibleo ai suoi comuni montani di Chiaramonte Gulfi, Giarratana, Monterosso Almo e, oltrepassato il monte Lauro, alle provincie di Catania e Siracusa.
Le principali stazioni ferroviarie di Ragusa sono:

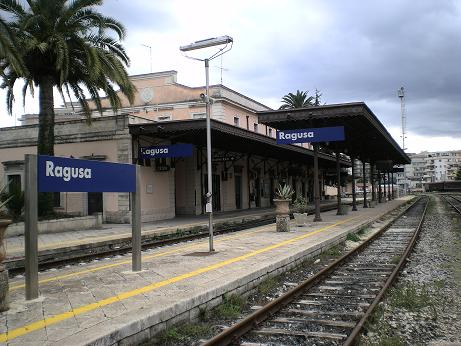
La stazione centrale di Ragusa

- La stazione di Ragusa[57] venne costruita alla periferia sud del centro abitato alla fine dell'Ottocento in corrispondenza della nuova zona di espansione, ed il primo treno vi transito il 18 giugno 1893. Fu rimodernata durante il ventennio fascista, bombardata durante l'ultimo conflitto mondiale, quindi ricostruita con l'attuale ma col passare degli anni la città ha inglobato la stazione che adesso si trova in pieno centro urbano. Dopo i tagli attuati dalla RFI negli anni novanta nella stazione transitano esclusivamente treni regionali. Il fascio binari si trova ad ovest della stazione e sono presenti 2 binari entrambi provvisti di banchine collegate da passerelle e pensiline per il movimento passeggeri. La stazione di Ragusa si trova in Piazza del Popolo nelle vicinanze dell'Ospedale Civile e del Comando Provinciale dei Carabinieri.
- La stazione di Ragusa Ibla, la quale fu la prima ad essere attivata a Ragusa, si trova poco fuori dal centro barocco. Fu chiusa durante gli anni novanta e ceduta a privati. Oggi è usata come ristorante.
- La stazione di Ragusa SAFS danneggiata durante la guerra fu demolita negli anni cinquanta.

### Porti
Nel territorio comunale è presente il porto turistico di Marina di Ragusa.

### Aeroporti

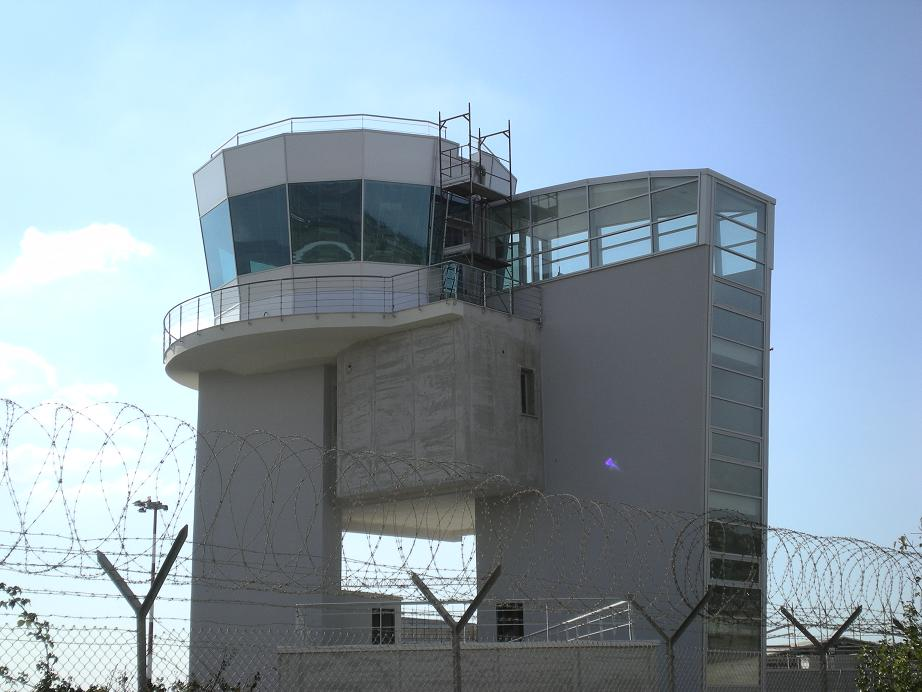
La torre di controllo del nuovo aeroporto.

- L'aeroporto "Pio La Torre" dista circa 15 km da Ragusa, esso venne utilizzato dal dopoguerra fino all'inizio degli anni settanta dall'Alitalia e durante gli ultimi anni della guerra fredda come base aeronautica dalla NATO[58]. Principalmente oggi dall'aeroporto è possibile raggiungere le destinazioni nazionali di Milano e Roma.
- Inoltre a Ragusa è presente l'Aviosuperficie Giubiliana, con una pista orientata 7/25 di 700 m in asfalto[59].
- Vicino a Marina di Ragusa è anche presente il campo di volo Elpi Fly con pista orientata 05/23 di 320 × 20 m in terra battuta[60].

### Mobilità urbana

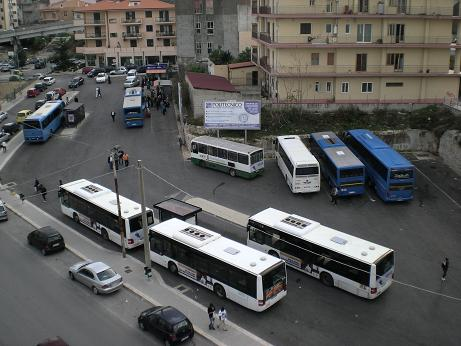
Il nodo Zama di Ragusa.

Il servizio di trasporto urbano in città è gestito dal giugno 2024 da Etna Trasporti che opera una serie di linee che raggiungono tutti i quartieri della città. I capolinea principali del servizio urbano sono il "Nodo Zama" che si trova accanto alla stazione degli autobus ed il "Nodo Piazza del Popolo", che si trova di fronte alla stazione ferroviaria.
IL nuovo terminal dei bus nell’ex Scalo Merci sarà attivo dal mese di agosto 2025: da qui partiranno e arriveranno i bus urbani e anche gli extraurbani che al momento si fermano in via Zama, con un evidente miglioramento dei servizi e degli spazi di attesa.

## Amministrazione

### Gemellaggi
Ragusa è gemellata con le seguenti città del mondo:
- Ragusa di Dalmazia[64][65]
- Rădăuți, dal 2007[66]
- Mosta
- Little Rock[64]
- Asunción[67]
- Dipartimento dell'Oise
- Milano

#### Rapporti bilaterali
- Tours[68]

## Sport

### Calcio
La principale squadra di calcio della città è l' A.S.D. Ragusa Calcio che milita in Serie D, le altre squadre di calcio della città sono: l' A.S.D. Pro Ragusa che milita in Promozione e l' A.S.D. Real Ragusa che milita in Terza Categoria.

### Calcio a 5
Altra realtà alla ribalta dello sport cittadino è rappresentata dalla Virtus Ragusa Futsal, squadra di calcio a 5 femminile che annovera tra i propri successi la conquista della Coppa Italia di Serie A2 2018-2019.

### Pallacanestro
La principale squadra di pallacanestro è la Virtus Kleb Ragusa, nata nel 1949 e ricostituita dopo il fallimento nel 2006. La principale squadra cittadina di pallacanestro femminile è invece la Virtus Eirene Ragusa.

### Pallamano
In città è presente anche la Pallamano Ragusa, che ha militato anche in massima serie.

### Rugby
Il comune è stato sede di due squadre di rugby: il Padua Rugby ed il Rugby Audax Clan. Dalla stagione 2019-2020 le due squadre hanno deciso di fondersi creando il Ragusa Rugby. 
Dal 1° Settembre 2024 Ragusa Rugby e Syrako iniziano un percorso insieme per la stagione sportiva 2024-2025 e la nuova franchigia prenderà il nome di XV del Sud-Est..

### Tamburello
La societa' di Tamburello più titolata è la G.S. Tamburello Ragusa che ha vinto diversi titoli europei di tamburello a 3 e tambeach. L'altra compagine locale è la Tambeach Kaukana che ha vinto vari titoli nazionali in tutte le specialità di tambeach.

### Scuola dello Sport del Coni
A Ragusa ha sede la Scuola dello Sport del CONI Sicilia Giambattista Cartia istituita nel 1996.

### Impianti sportivi comunali

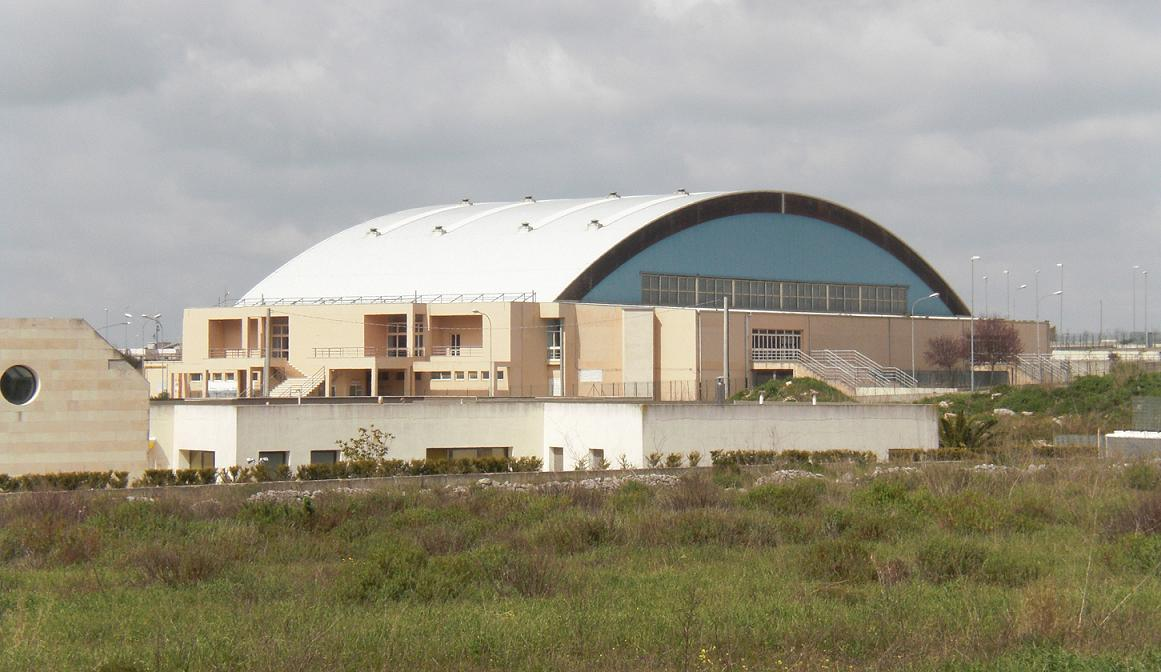
L'esterno del PalaMinardi.

|                                                       | \| Principali impianti sportivi \| Capienza \| Sport \| \| ----------------------------------------------------- \| -------- \| ------------------------ \| \| Polisportivo comunale Aldo Campo \| 3 500 \| calcio, atletica \| \| Stadio comunale Giovanni Biazzo (ex Enal) \| 300 \| calcio \| \| Stadio comunale Giorgio Ottaviano \| 200 \| calcio \| \| Stadio comunale di Marina di Ragusa \| 500 \| calcio \| \| Stadio del Rugby \| 1 200 \| rugby \| \| Impianto polivalente Laura Guastella (Campo Petrulli) \| 1 000 \| rugby, atletica \| \| PalaMinardi \| 3 800 \| pallacanestro, pallavolo \| \| PalaPadua \| 2 000 \| pallacanestro, pallavolo \| \| Palestra Umberto I \| 800 \| pallacanestro, pallavolo \| \| Palestra Aldo Moro \| 100 \| pallacanestro, pallavolo \| \| Palestra Bellarmino \| -- \| pallacanestro, pallavolo \| \| Piscina comunale \| 500 \| nuoto \| \| Maneggio comunale \| 500 \| equitazione \| |                          |
| Principali impianti sportivi                          | Capienza | Sport                    |
| Polisportivo comunale Aldo Campo                      | 3 500 | calcio, atletica         |
| Stadio comunale Giovanni Biazzo (ex Enal)             | 300 | calcio                   |
| Stadio comunale Giorgio Ottaviano                     | 200 | calcio                   |
| Stadio comunale di Marina di Ragusa                   | 500 | calcio                   |
| Stadio del Rugby                                      | 1 200 | rugby                    |
| Impianto polivalente Laura Guastella (Campo Petrulli) | 1 000 | rugby, atletica          |
| PalaMinardi                                           | 3 800 | pallacanestro, pallavolo |
| PalaPadua                                             | 2 000 | pallacanestro, pallavolo |
| Palestra Umberto I                                    | 800 | pallacanestro, pallavolo |
| Palestra Aldo Moro                                    | 100 | pallacanestro, pallavolo |
| Palestra Bellarmino                                   | -- | pallacanestro, pallavolo |
| Piscina comunale                                      | 500 | nuoto                    |
| Maneggio comunale                                     | 500 | equitazione              |